# 日置市
日置市（ひおきし）は、鹿児島県の中央部（薩摩半島）に位置する市。南九州西回り自動車道やJR鹿児島本線で隣接する鹿児島市と結ばれ、鹿児島市のベッドタウンとしても発展している。
2005年、日置郡の東市来町、伊集院町、日吉町、吹上町が合併し発足した。毎年10月には武将・島津義弘を祀る徳重神社を詣でる妙円寺詣りと呼ばれる行事が行われている。また薩摩焼の歴史とも深い関わりがある地域で、現在でも美山地区では窯元が開かれ、焼物（陶器）の街としても知られている。

## 地理

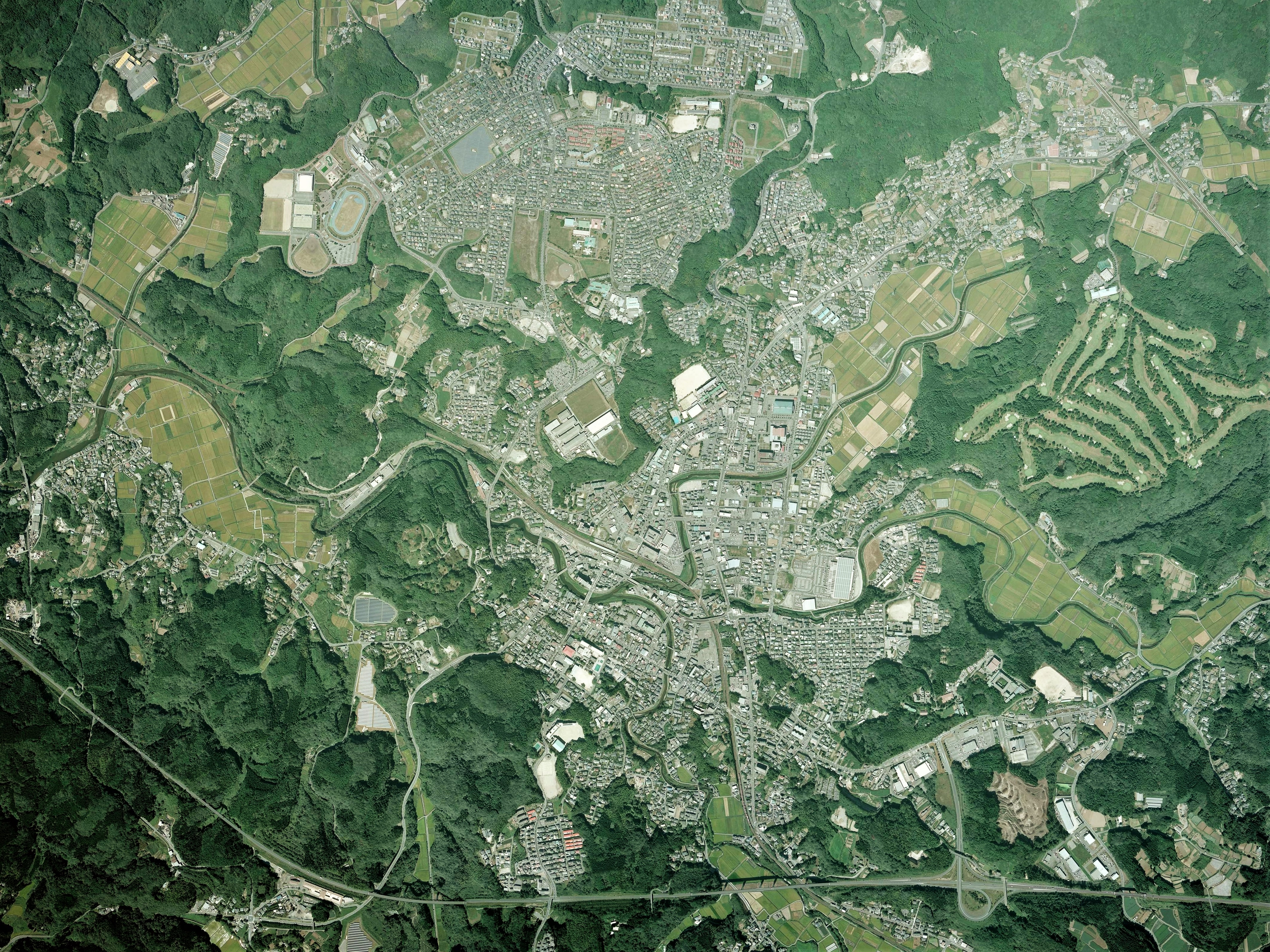
伊集院地区中心部周辺の空中写真。
2013年9月26日撮影の2枚を合成作成。。

鹿児島県の中央部、薩摩半島の中西部に位置する。市の西部は東シナ海に面しており、日本三大砂丘で日本一の長さを誇る吹上浜がある。吹上浜の沖約12キロメートルに浮かぶ無人島の久多島も日置市に属する。

### 気候
| 東市来（1991年 - 2020年）の気候    | 東市来（1991年 - 2020年）の気候 | 東市来（1991年 - 2020年）の気候 | 東市来（1991年 - 2020年）の気候 | 東市来（1991年 - 2020年）の気候 | 東市来（1991年 - 2020年）の気候 | 東市来（1991年 - 2020年）の気候 | 東市来（1991年 - 2020年）の気候 | 東市来（1991年 - 2020年）の気候 | 東市来（1991年 - 2020年）の気候 | 東市来（1991年 - 2020年）の気候 | 東市来（1991年 - 2020年）の気候 | 東市来（1991年 - 2020年）の気候 | 東市来（1991年 - 2020年）の気候 |
| 月                                 | 1月                             | 2月                             | 3月                             | 4月                             | 5月                             | 6月                             | 7月                             | 8月                             | 9月                             | 10月                            | 11月                            | 12月                            | 年                              |
| ---------------------------------- | ------------------------------- | ------------------------------- | ------------------------------- | ------------------------------- | ------------------------------- | ------------------------------- | ------------------------------- | ------------------------------- | ------------------------------- | ------------------------------- | ------------------------------- | ------------------------------- | ------------------------------- |
| 最高気温記録 °C （°F）             | 22.5 (72.5)                     | 23.2 (73.8)                     | 24.7 (76.5)                     | 29.4 (84.9)                     | 31.8 (89.2)                     | 34.4 (93.9)                     | 36.3 (97.3)                     | 36.3 (97.3)                     | 35.5 (95.9)                     | 32.9 (91.2)                     | 28.1 (82.6)                     | 23.6 (74.5)                     | 36.3 (97.3)                     |
| 平均最高気温 °C （°F）             | 12.0 (53.6)                     | 13.3 (55.9)                     | 16.1 (61)                       | 20.4 (68.7)                     | 24.1 (75.4)                     | 26.4 (79.5)                     | 30.2 (86.4)                     | 31.6 (88.9)                     | 29.3 (84.7)                     | 25.1 (77.2)                     | 19.8 (67.6)                     | 14.4 (57.9)                     | 21.9 (71.4)                     |
| 日平均気温 °C （°F）               | 7.5 (45.5)                      | 8.6 (47.5)                      | 11.5 (52.7)                     | 15.6 (60.1)                     | 19.4 (66.9)                     | 22.8 (73)                       | 26.6 (79.9)                     | 27.3 (81.1)                     | 24.6 (76.3)                     | 19.8 (67.6)                     | 14.6 (58.3)                     | 9.5 (49.1)                      | 17.3 (63.1)                     |
| 平均最低気温 °C （°F）             | 2.9 (37.2)                      | 3.6 (38.5)                      | 6.4 (43.5)                      | 10.5 (50.9)                     | 14.8 (58.6)                     | 19.6 (67.3)                     | 23.6 (74.5)                     | 23.9 (75)                       | 20.7 (69.3)                     | 15.0 (59)                       | 9.5 (49.1)                      | 4.7 (40.5)                      | 12.9 (55.2)                     |
| 最低気温記録 °C （°F）             | −5.4 (22.3)                     | −6.3 (20.7)                     | −3.4 (25.9)                     | −0.1 (31.8)                     | 5.4 (41.7)                      | 11.0 (51.8)                     | 17.0 (62.6)                     | 16.4 (61.5)                     | 10.0 (50)                       | 1.6 (34.9)                      | −2.1 (28.2)                     | −4.2 (24.4)                     | −6.3 (20.7)                     |
| 降水量 mm （inch）                 | 75.8 (2.984)                    | 99.4 (3.913)                    | 151.1 (5.949)                   | 174.3 (6.862)                   | 187.1 (7.366)                   | 516.3 (20.327)                  | 310.2 (12.213)                  | 204.6 (8.055)                   | 243.6 (9.591)                   | 92.2 (3.63)                     | 111.4 (4.386)                   | 98.4 (3.874)                    | 2,265 (89.173)                  |
| 平均降水日数 （≥1.0 mm）           | 10.2                            | 9.6                             | 12.3                            | 10.2                            | 10.0                            | 15.1                            | 10.9                            | 10.3                            | 10.2                            | 7.2                             | 9.0                             | 9.5                             | 124.1                           |
| 平均月間日照時間                   | 116.1                           | 133.3                           | 162.3                           | 180.6                           | 183.9                           | 112.0                           | 192.5                           | 220.8                           | 186.7                           | 191.2                           | 156.1                           | 126.2                           | 1,964.9                         |
| 出典1：Japan Meteorological Agency |                                 |                                 |                                 |                                 |                                 |                                 |                                 |                                 |                                 |                                 |                                 |                                 |                                 |
| 出典2：気象庁                      |                                 |                                 |                                 |                                 |                                 |                                 |                                 |                                 |                                 |                                 |                                 |                                 |                                 |

### 隣接している市町村
- 鹿児島市
- 薩摩川内市
- いちき串木野市
- 南さつま市

### 大字
大字は、日置市設置の際、日置合併協議会の協議事項のうち「字の区域及び名称の取り扱いについて」にて、「字の区域は、現行どおりとし、現行の字の名称の前に該当字の属する地方公共団体の名称を付し、字の名称変更する」と決定され、平成17年鹿児島県告示第691号「 字の名称変更」により、各町に設置されている大字については名称を、伊集院町の場合「○○」→「伊集院町○○」に、東市来町の場合「○○」→「東市来町○○」、日吉町の場合「○○」→「日吉町○○」、吹上町の場合「○○」→「吹上町○○」にそれぞれ改称された。

## 歴史
日置市市役所が建てられている伊集院町は、南北朝時代から江戸時代にかけ、当時は徳重神社の場所にあった徳重地区の「妙円寺」のみならず、郡地区にあった「広済寺」、猪鹿倉地区に真言宗の寺として1418年に建てられ現在は仁王像2体が残る「大勝山聖護院　荘厳寺」、下谷口上之馬場地区に時宗の寺として1338年に建てられ現在は有馬新七の墓が残る「無量寿院　龍泉寺」、下谷口地区に曹洞宗の寺として1402年に建てられ現在は島津貴久の側室と云われる花室清忻大姉の墓が残る「久木山　破鞋庵」、大田地区に戦死した婚約者を弔うため伊集院久氏の娘が1379年に建立した尼寺「捕蛇山　円通庵」をはじめ多数の寺院が存在し、薩摩半島における学問の中心地として栄えた場所だった。

### 近現代
- 1889年4月1日 町村制施行により、現在の市域に以下の村が発足。
  - 日置郡：中伊集院村・下伊集院村・東市来村・日置村・吉利村・永吉村
  - 阿多郡：伊作村
- 1897年4月1日 郡制施行に伴う郡の統合により、阿多郡を日置郡に編入。
- 1922年4月1日 中伊集院村が町制施行、伊集院町となる。
- 1922年12月1日 伊作村が町制施行、伊作町となる。
- 1937年4月1日 東市来村が町制施行、東市来町となる。
- 1955年4月1日
  - 日置村と吉利村が新設合併し町制施行、日吉町が発足。
  - 伊作町と永吉村が新設合併し、吹上町が発足。
- 1956年9月30日 下伊集院村を4分割し、伊集院町・東市来町・日吉町・郡山村（現在の鹿児島市の一部）に編入。
- 2005年5月1日 日置郡の伊集院町、東市来町、日吉町、吹上町が新設合併し市制施行、日置市が発足。

## 行政
- 市長：永山由高（2021年5月29日就任、1期目）

### 市の行政機関
- 市役所
  - 日置市本庁　：〒899-2592  日置市伊集院町郡一丁目100番地
  - 東市来支所　：〒899-2292  日置市東市来町長里87番地1
  - 日吉支所       ：〒899-3192  日置市日吉町日置377番地
  - 吹上支所       ：〒899-3301  日置市吹上町中原2847番地
- 日置市消防本部

### 県の行政機関
- 鹿児島県警察：日置警察署
- 鹿児島地域振興局日置市駐在
- 伊集院保健所
- 鹿児島県消防学校

### 国の行政機関
- 伊集院税務署
- 伊集院公共職業安定所

## 経済

### 日置市に工場を置く主要企業
- 鹿児島ケース
- 鹿児島電子
- 小正醸造
- 佐藤食品工業
- シチズン時計鹿児島
- しまうまプリントラボ
- 省力化技研
- セイカ食品
- てまひま堂
- 西酒造
- ヒガシマル
- 日之出紙器工業
- フクヤマ食品
- 文明農機
- 明興テクノス

## 姉妹都市・提携都市

### 国内
- 関ケ原町（岐阜県）
  - 1963年兄弟都市提携 ※旧伊集院町との提携
- 弟子屈町（北海道） ※旧東市来町との提携
- 姶良市（鹿児島県） 旧伊集院町が、姶良市を構成した町の1つ加治木町と島津義弘にまつわる縁などから教育姉妹町の盟約をしており、これをきっかけに2010年10月23日に日置市と姶良市の間で再度姉妹都市の盟約が結ばれた[4]。
- 多賀町（滋賀県）※旧伊集院町との提携
- 大垣市（岐阜県）※旧吹上町との提携（フレンドリーシティ）
- 南大隅町（鹿児島県）※旧日吉町との提携

### 国外
- マレーシアセランゴール州スバン・ジャヤ（2012年10月29日[5]）
- 大韓民国全羅北道南原市

## 地域

### 人口
| |                                        |  |
| 日置市と全国の年齢別人口分布（2005年） | 日置市の年齢・男女別人口分布（2005年） |  |
| ■紫色 ― 日置市 ■緑色 ― 日本全国 | ■青色 ― 男性 ■赤色 ― 女性              |  |
| 日置市（に相当する地域）の人口の推移 \| 1970年（昭和45年） \| 54,656人 \| \| \| 1975年（昭和50年） \| 52,250人 \| \| \| 1980年（昭和55年） \| 52,022人 \| \| \| 1985年（昭和60年） \| 53,025人 \| \| \| 1990年（平成2年） \| 52,675人 \| \| \| 1995年（平成7年） \| 52,791人 \| \| \| 2000年（平成12年） \| 53,391人 \| \| \| 2005年（平成17年） \| 52,411人 \| \| \| 2010年（平成22年） \| 50,822人 \| \| \| 2015年（平成27年） \| 49,249人 \| \| \| 2020年（令和2年） \| 47,153人 \| \| |                                        |  |
| 総務省統計局 国勢調査より |                                        |  |
| 1970年（昭和45年） | 54,656人                               |  |
| 1975年（昭和50年） | 52,250人                               |  |
| 1980年（昭和55年） | 52,022人                               |  |
| 1985年（昭和60年） | 53,025人                               |  |
| 1990年（平成2年） | 52,675人                               |  |
| 1995年（平成7年） | 52,791人                               |  |
| 2000年（平成12年） | 53,391人                               |  |
| 2005年（平成17年） | 52,411人                               |  |
| 2010年（平成22年） | 50,822人                               |  |
| 2015年（平成27年） | 49,249人                               |  |
| 2020年（令和2年） | 47,153人                               |  |

### 教育

#### 大学
鹿児島農業大学校

#### 高等学校

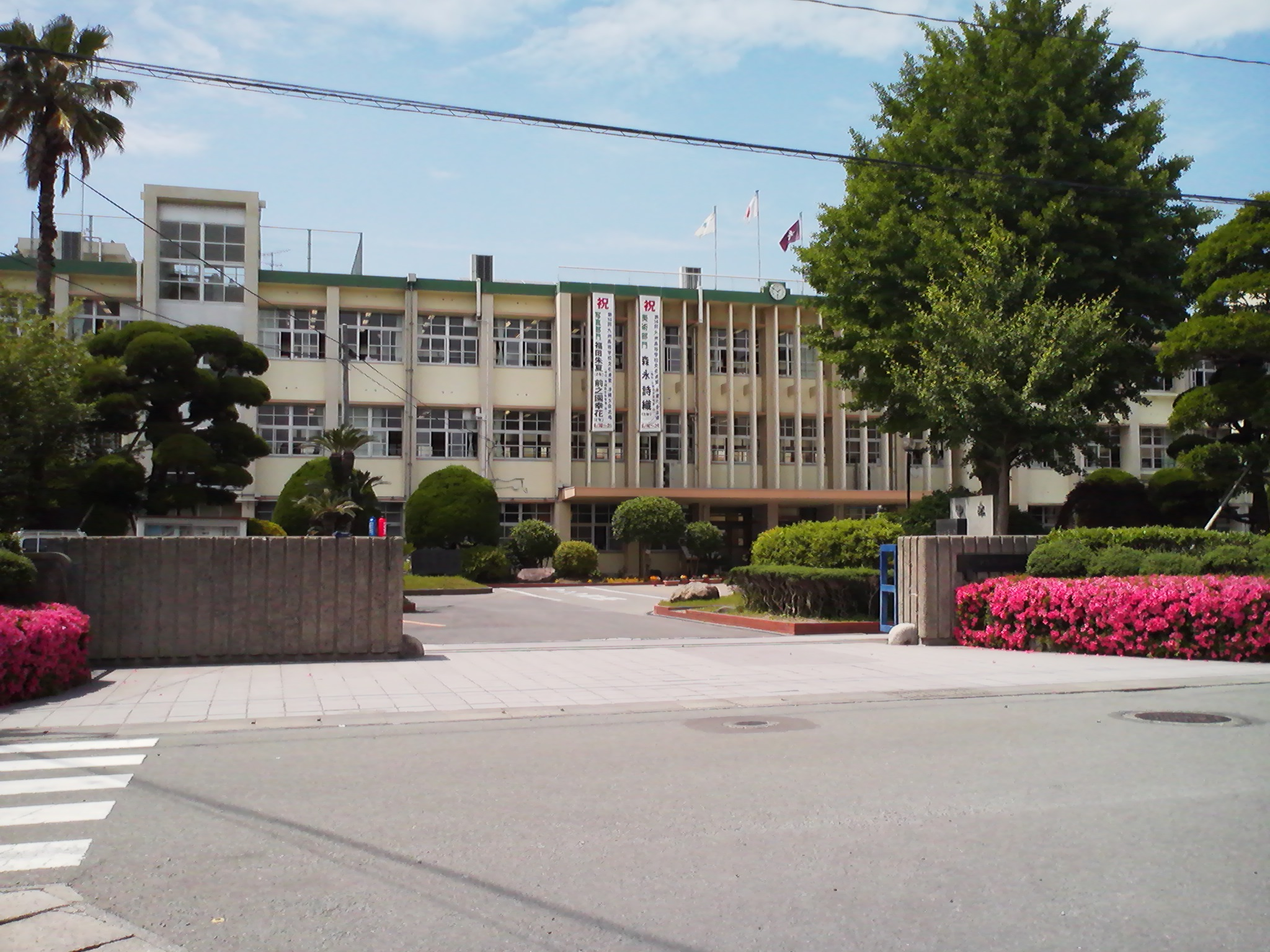
鹿児島県立伊集院高等学校
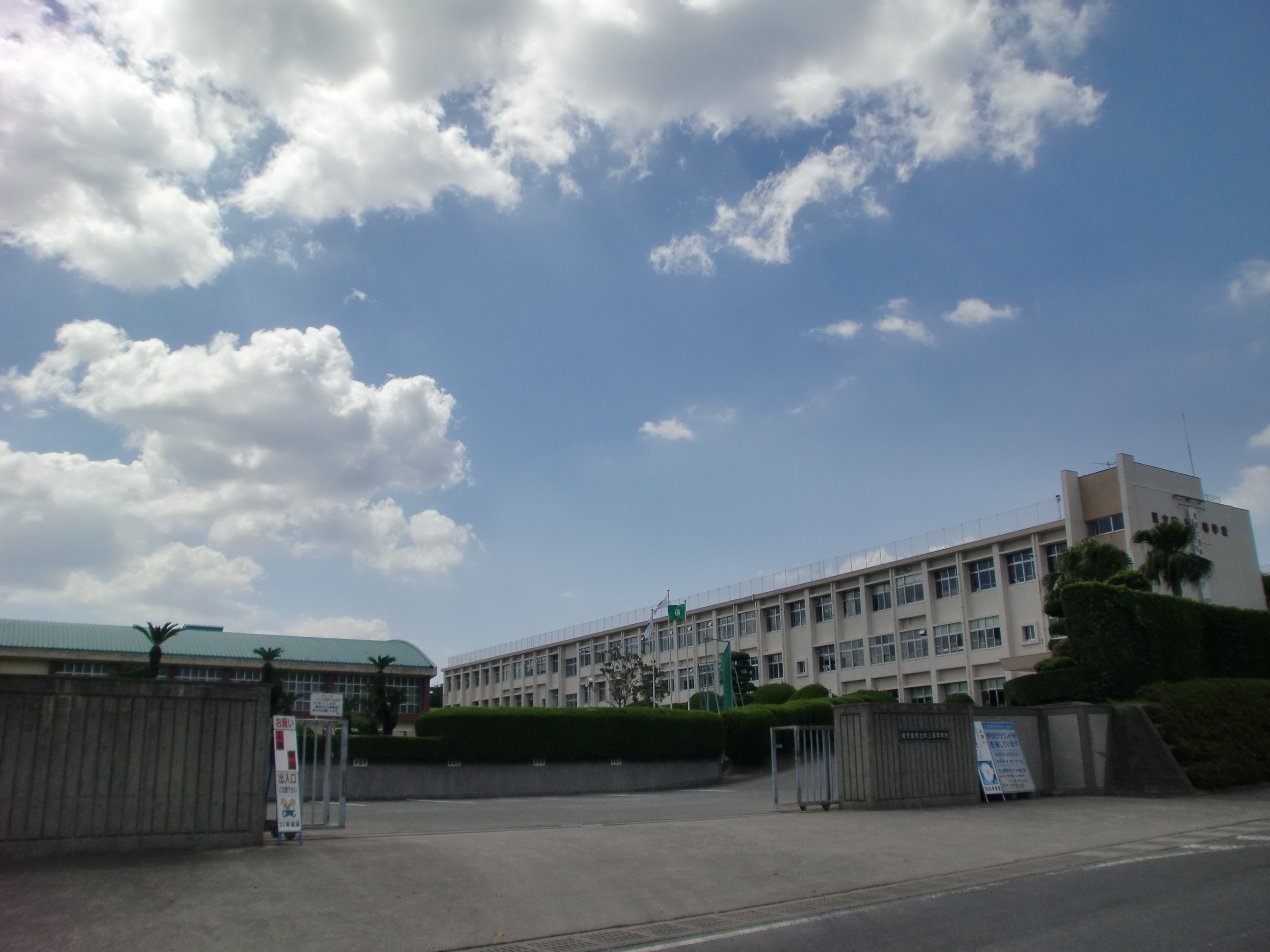
鹿児島県立吹上高等学校
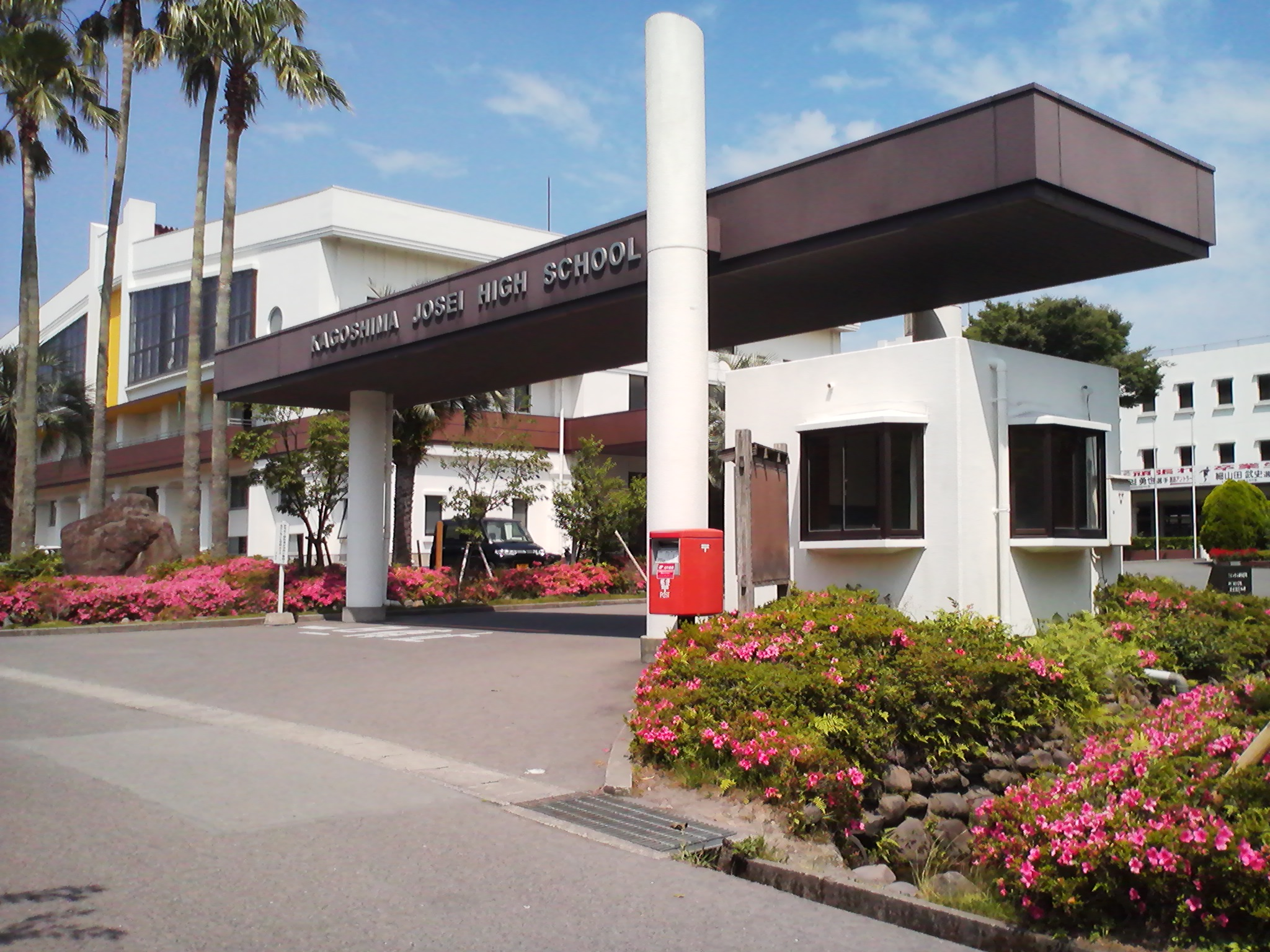
学校法人日章学園鹿児島城西高等学校
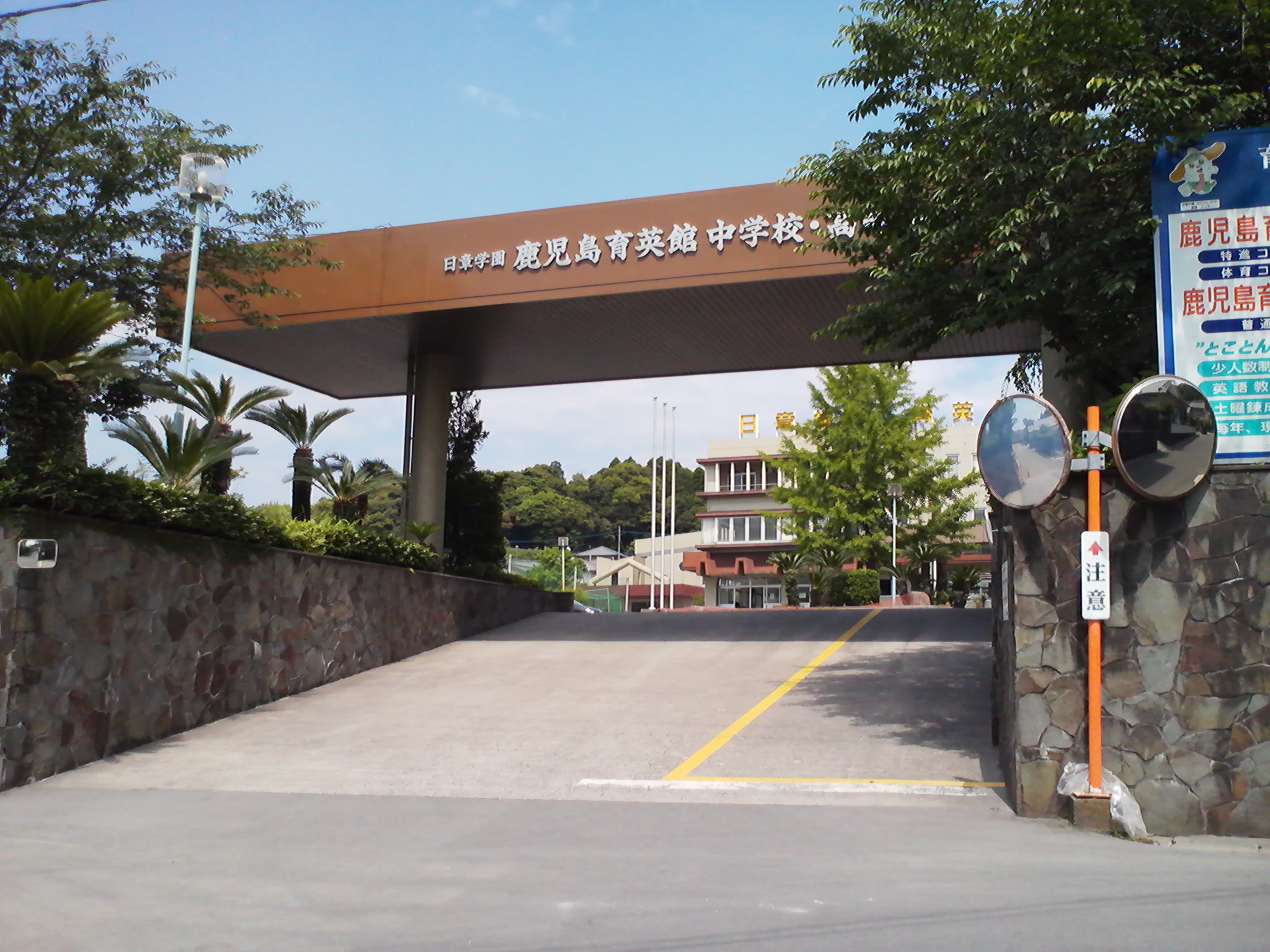
学校法人日章学園鹿児島育英館高等学校※中高併設

#### 中学校
市立

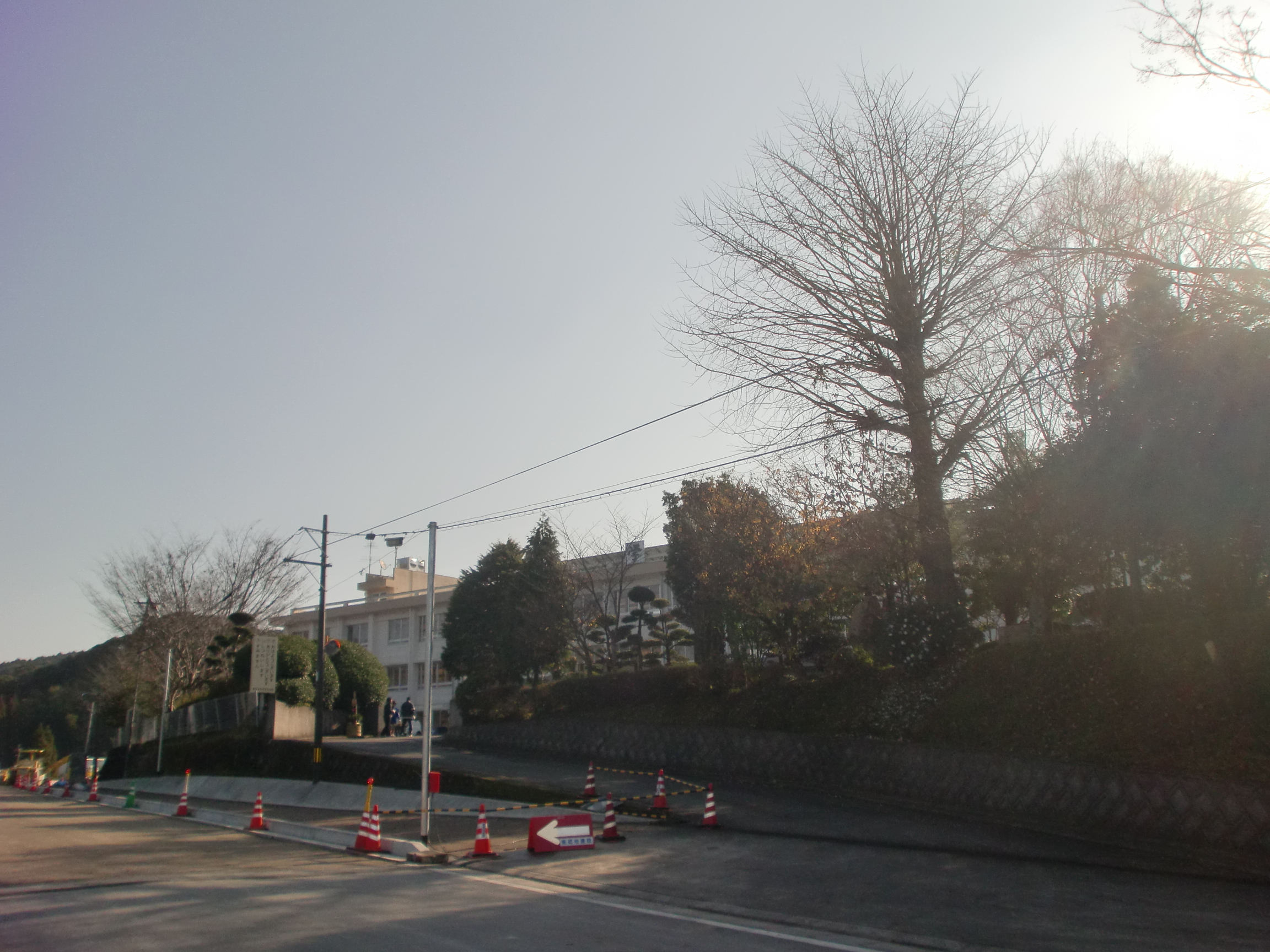
東市来中学校
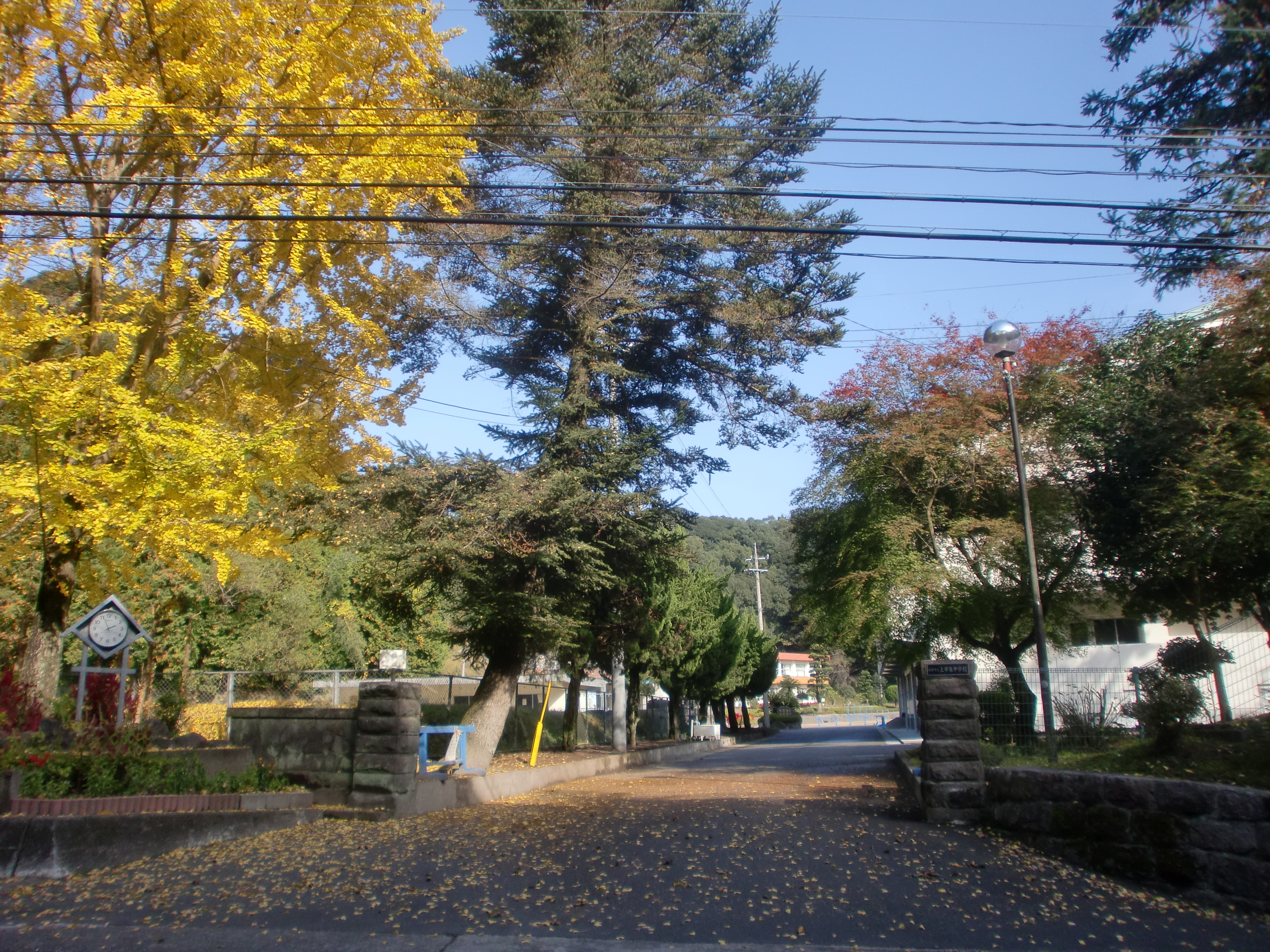
上市来中学校
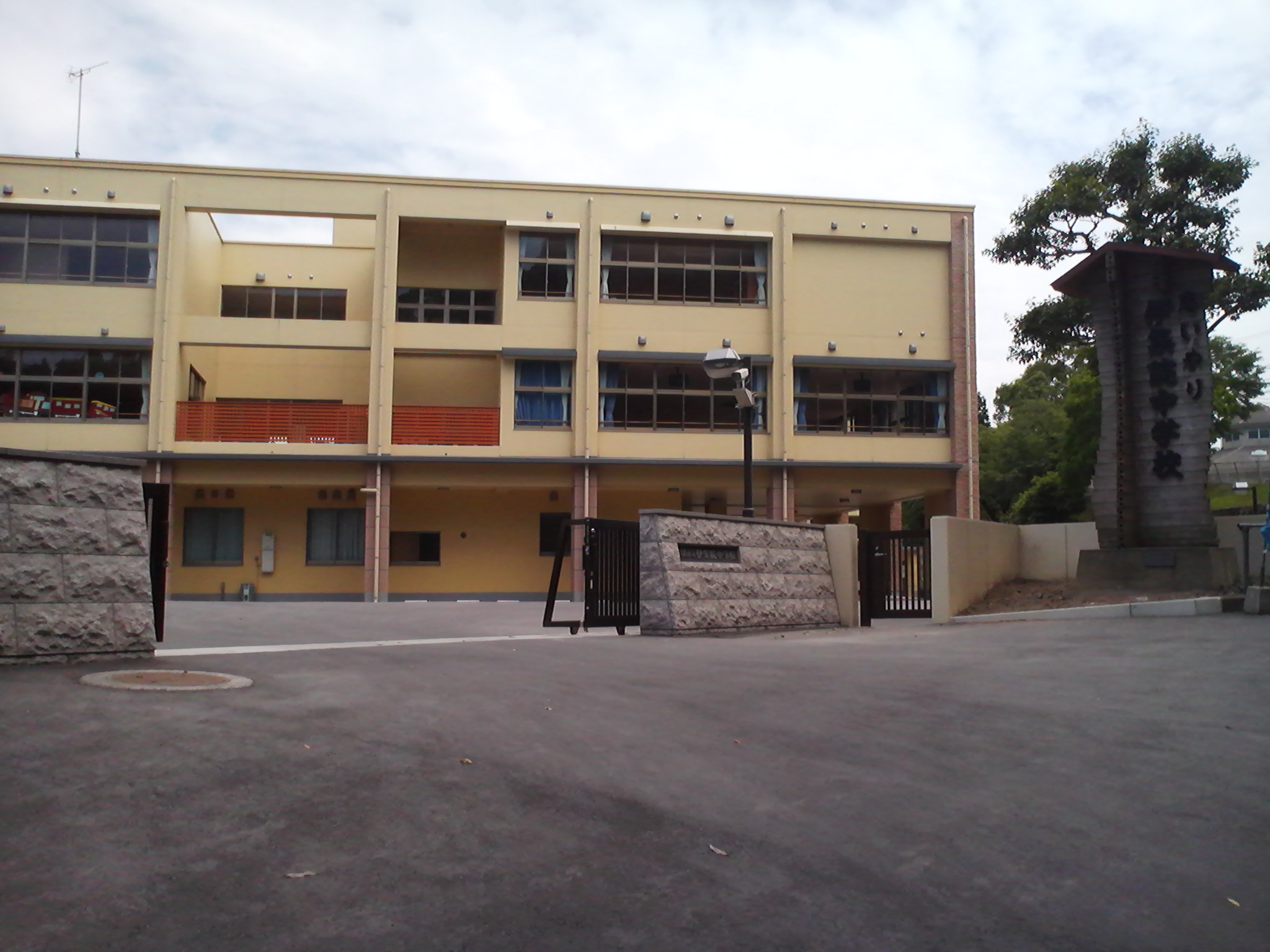
伊集院中学校
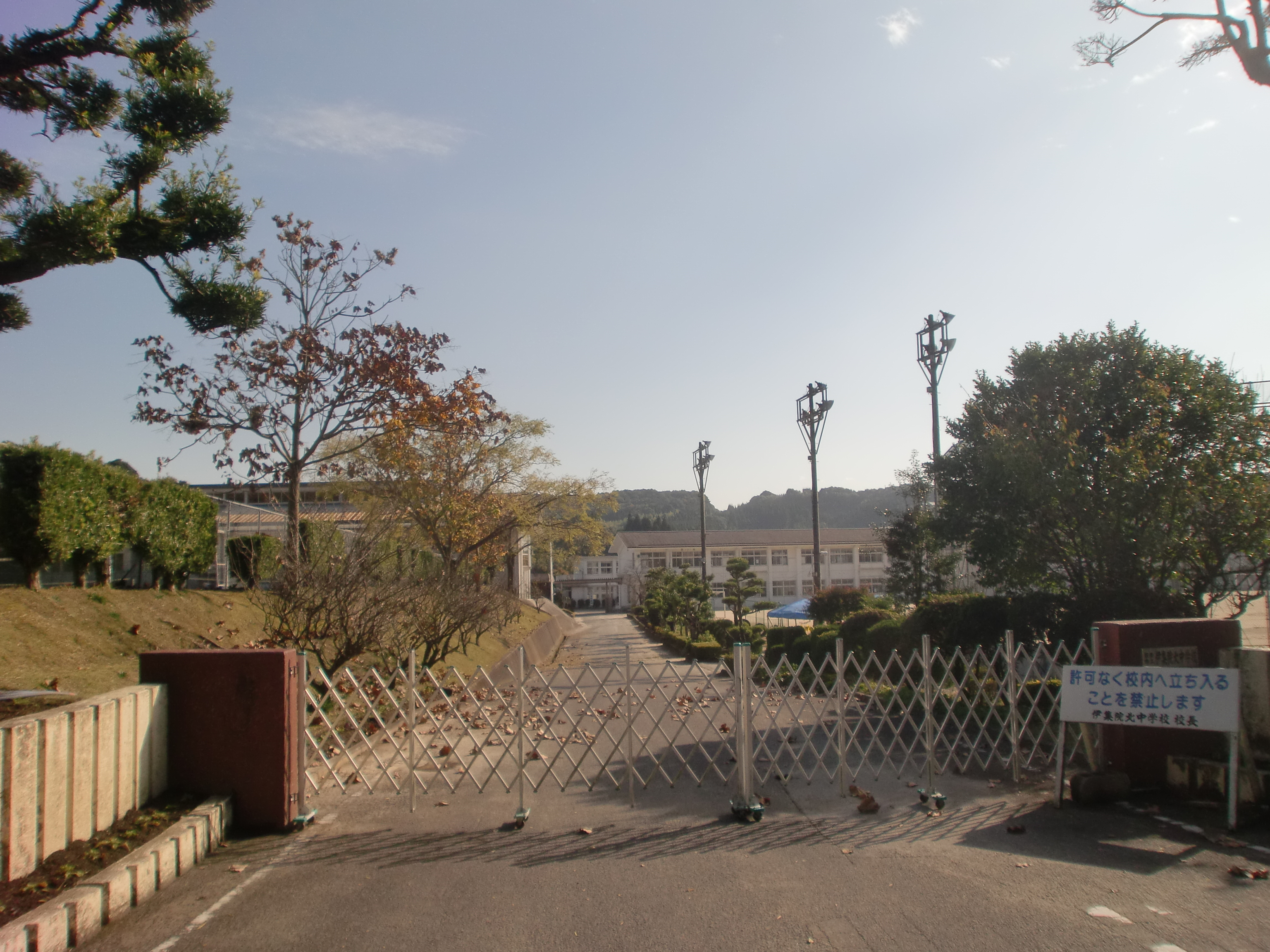
伊集院北中学校
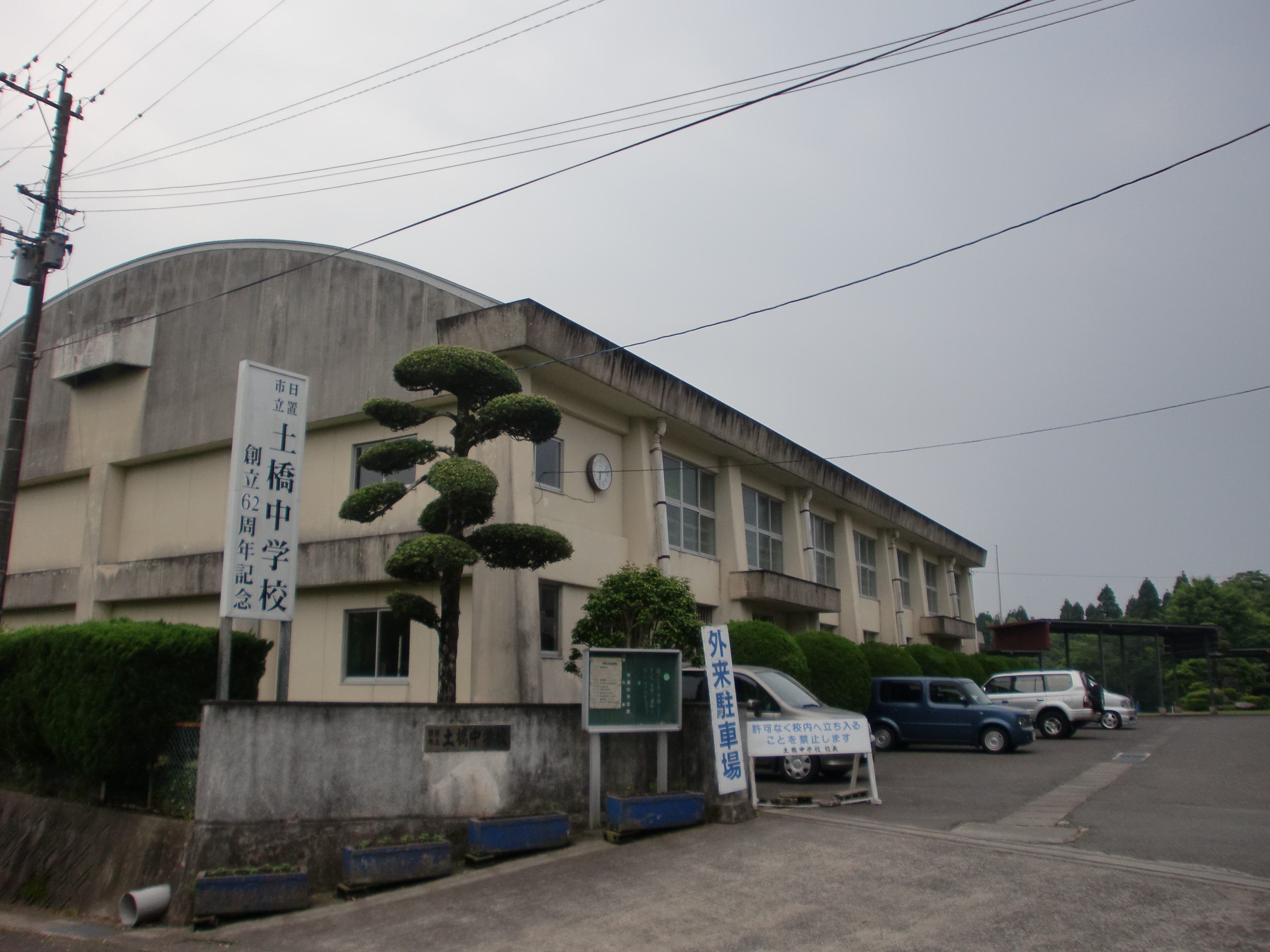
土橋中学校
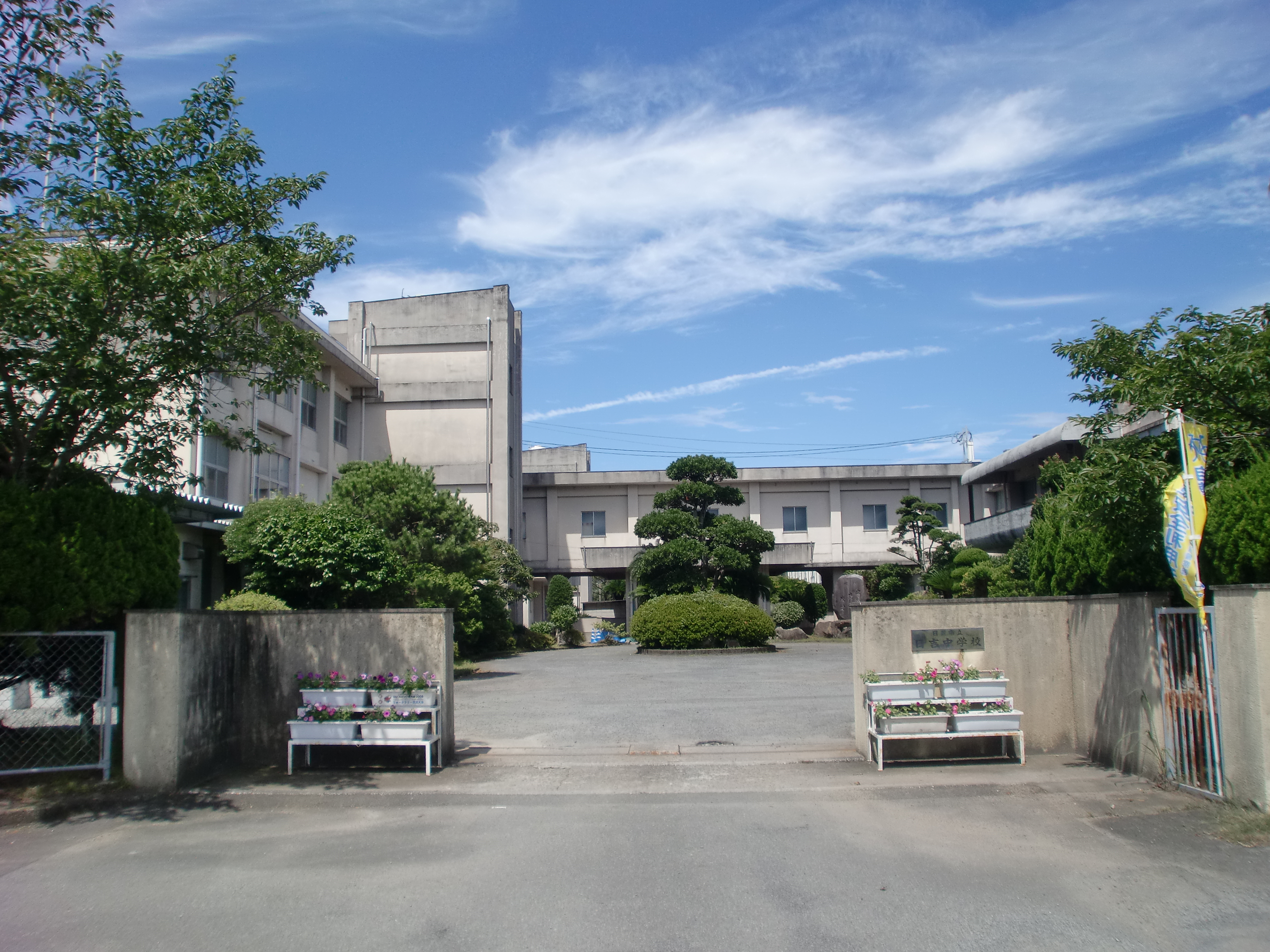
日吉中学校
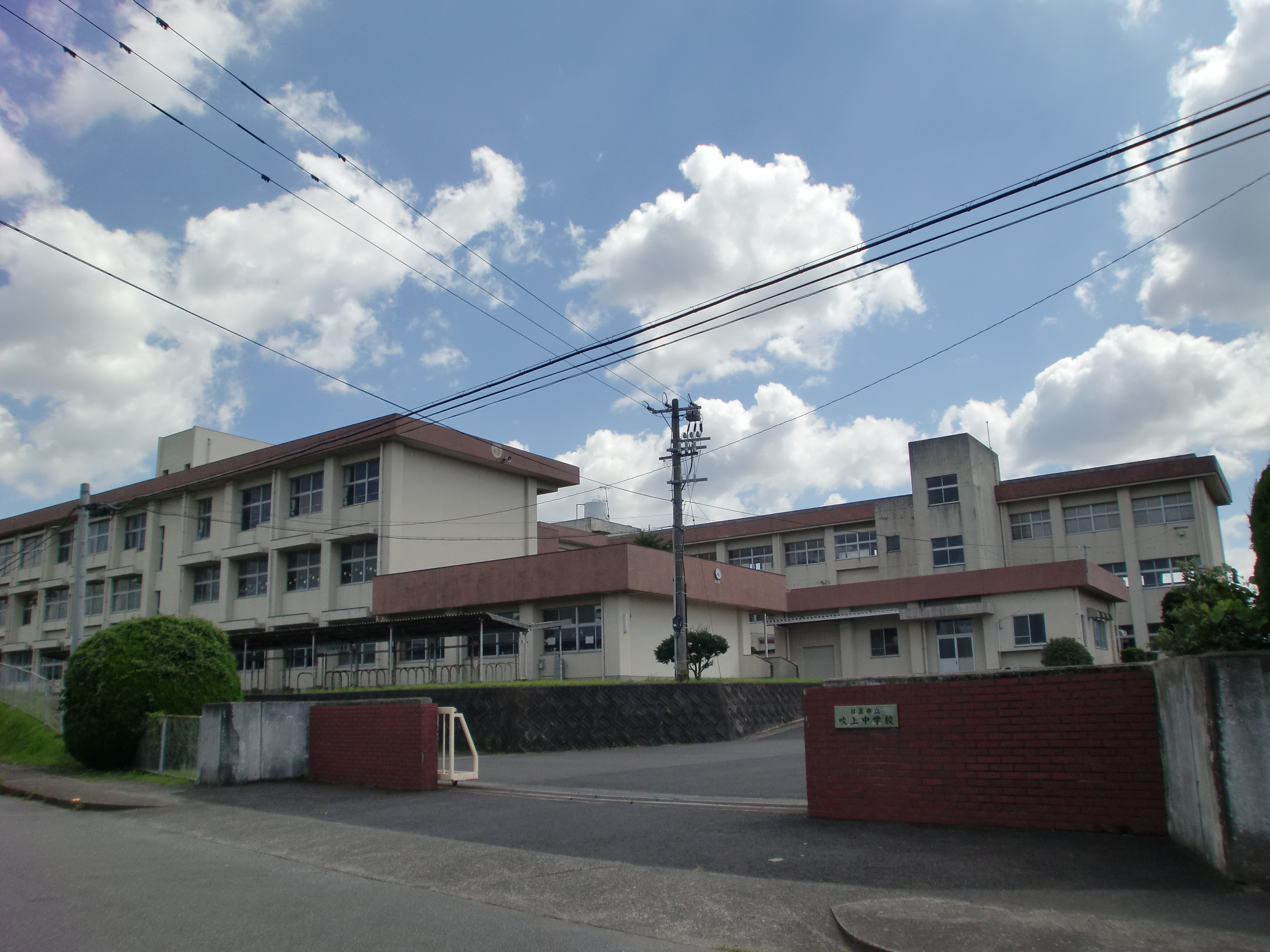
吹上中学校

私立
- 学校法人日章学園鹿児島育英館中学校※中高併設

#### 小学校
市立

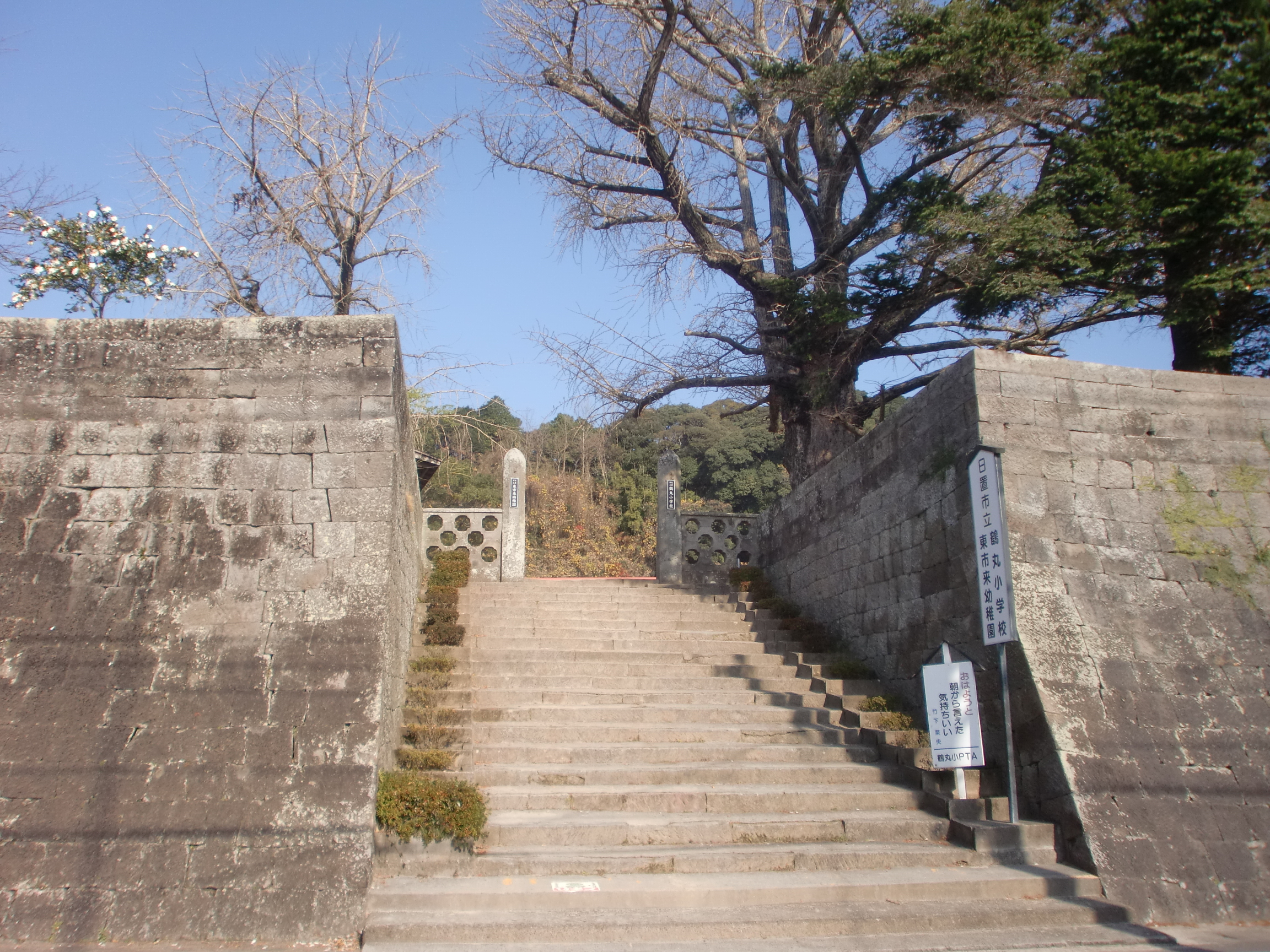
鶴丸小学校
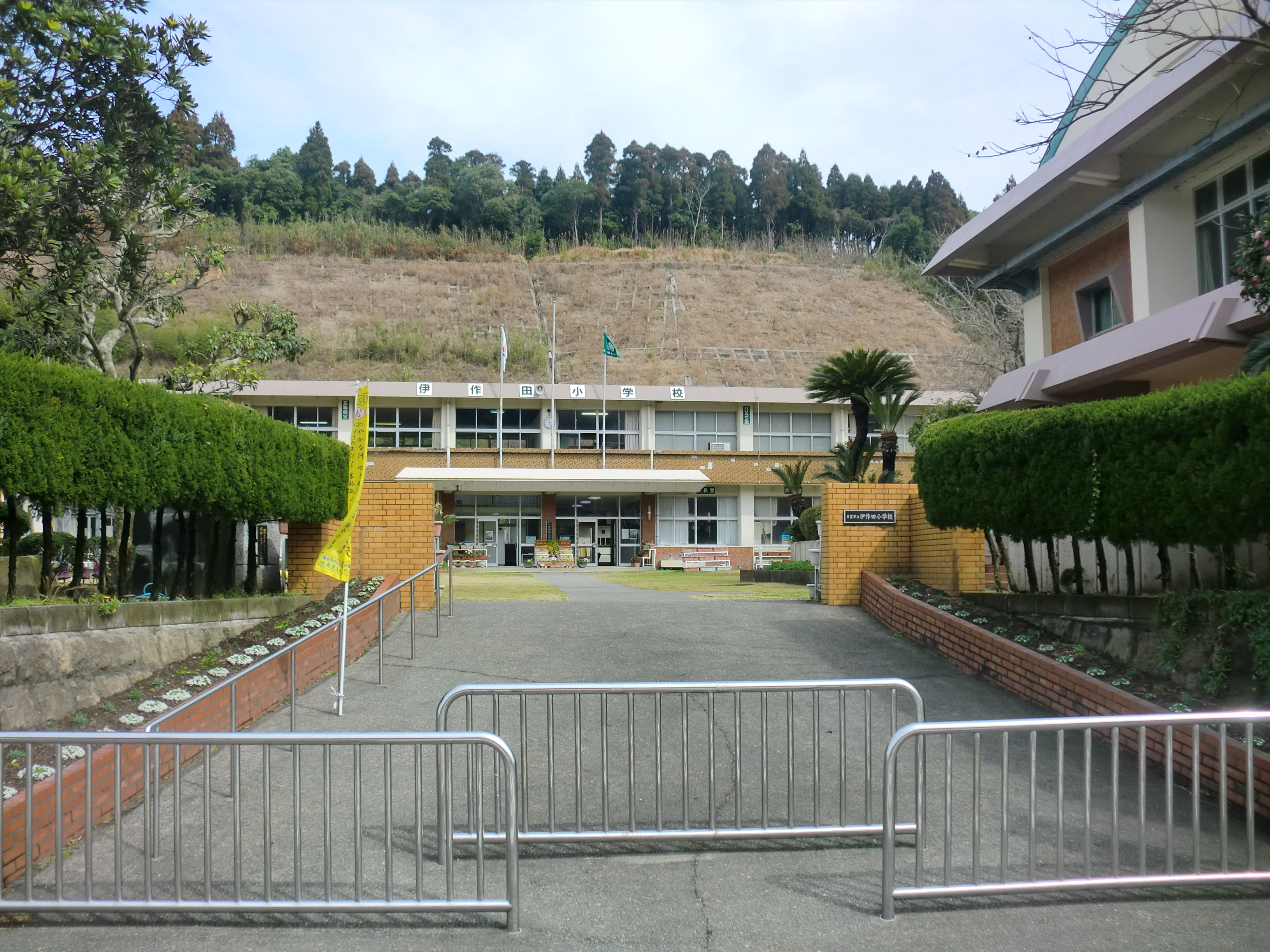
伊作田小学校
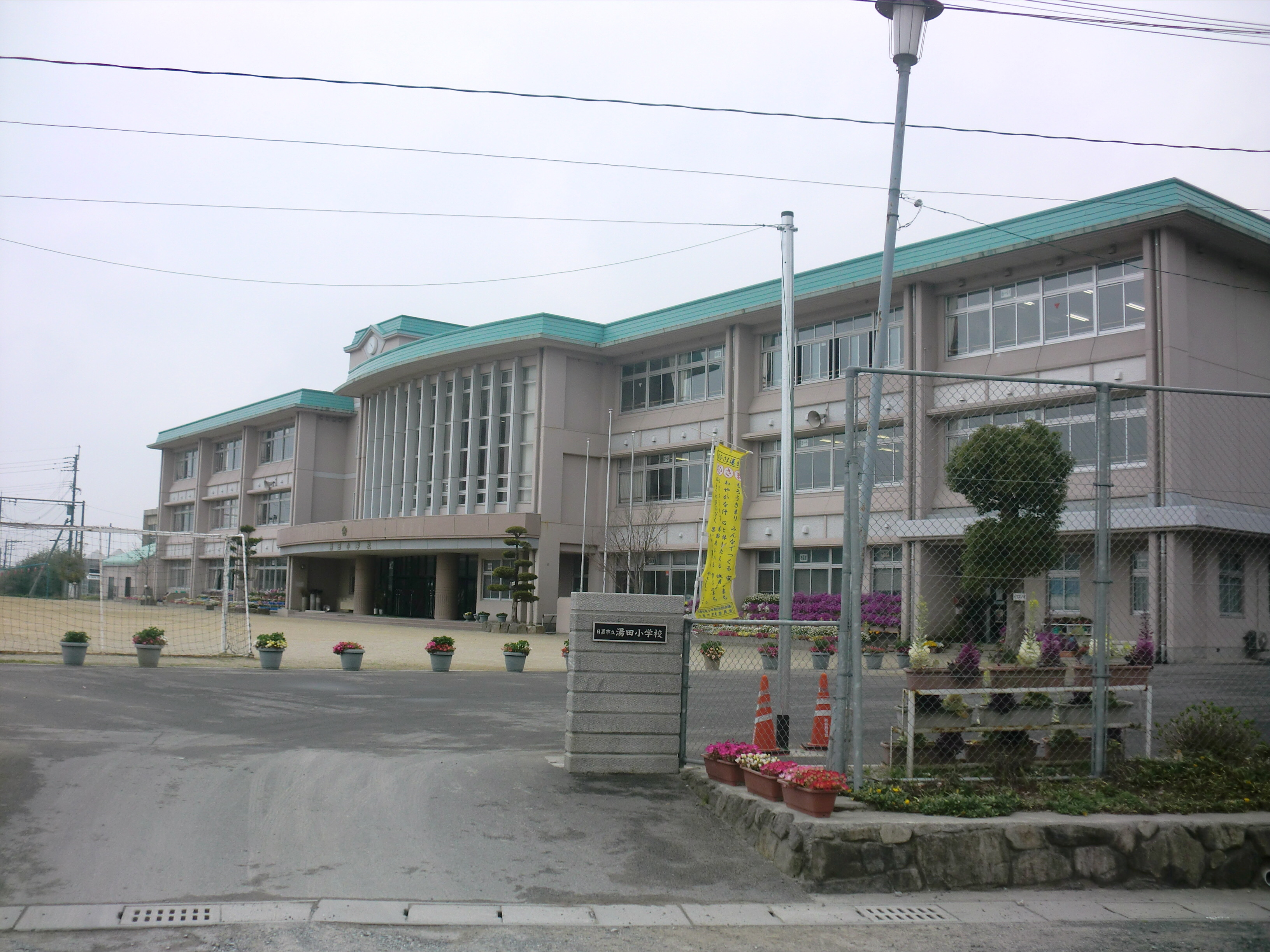
湯田小学校
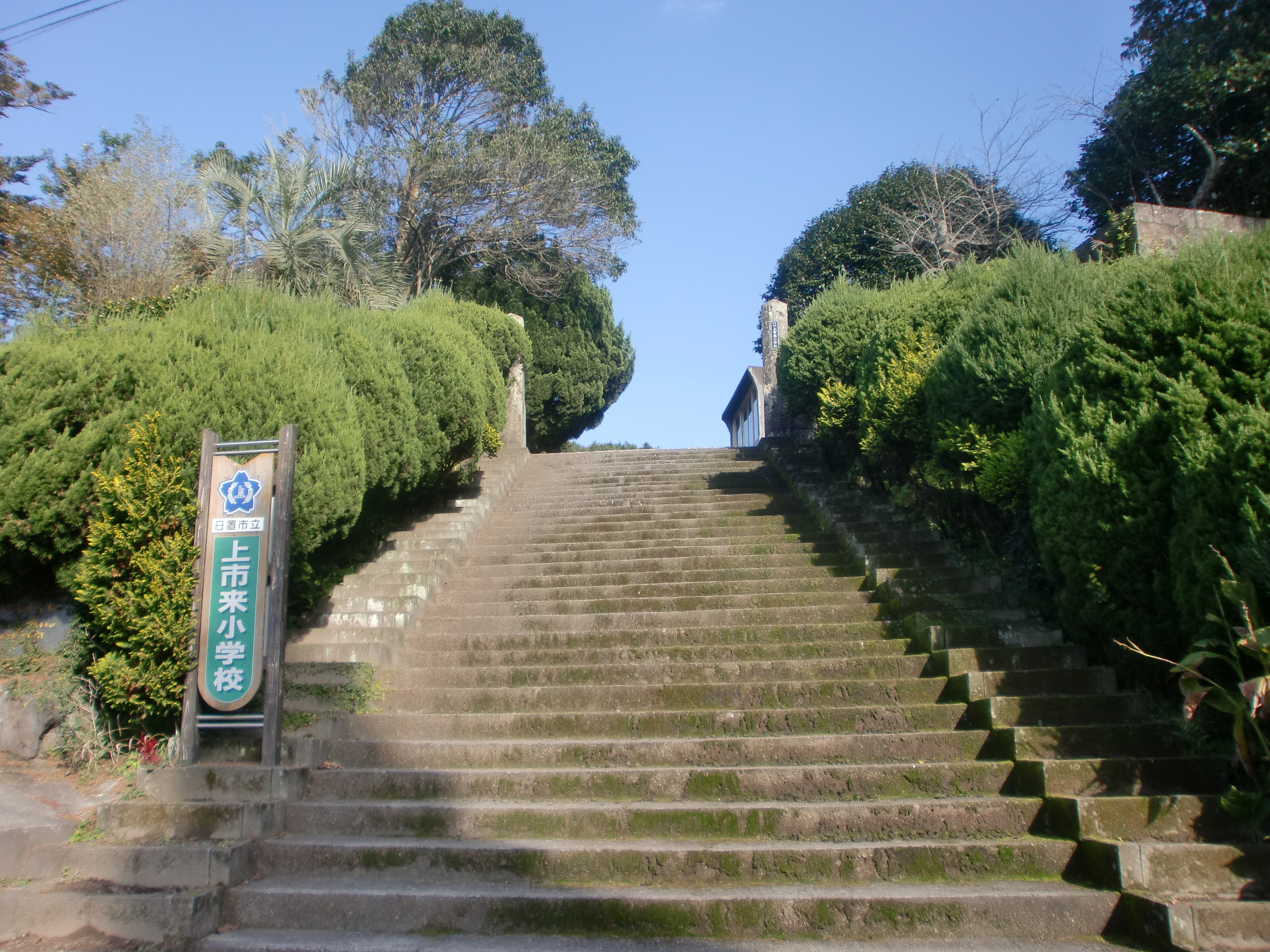
上市来小学校
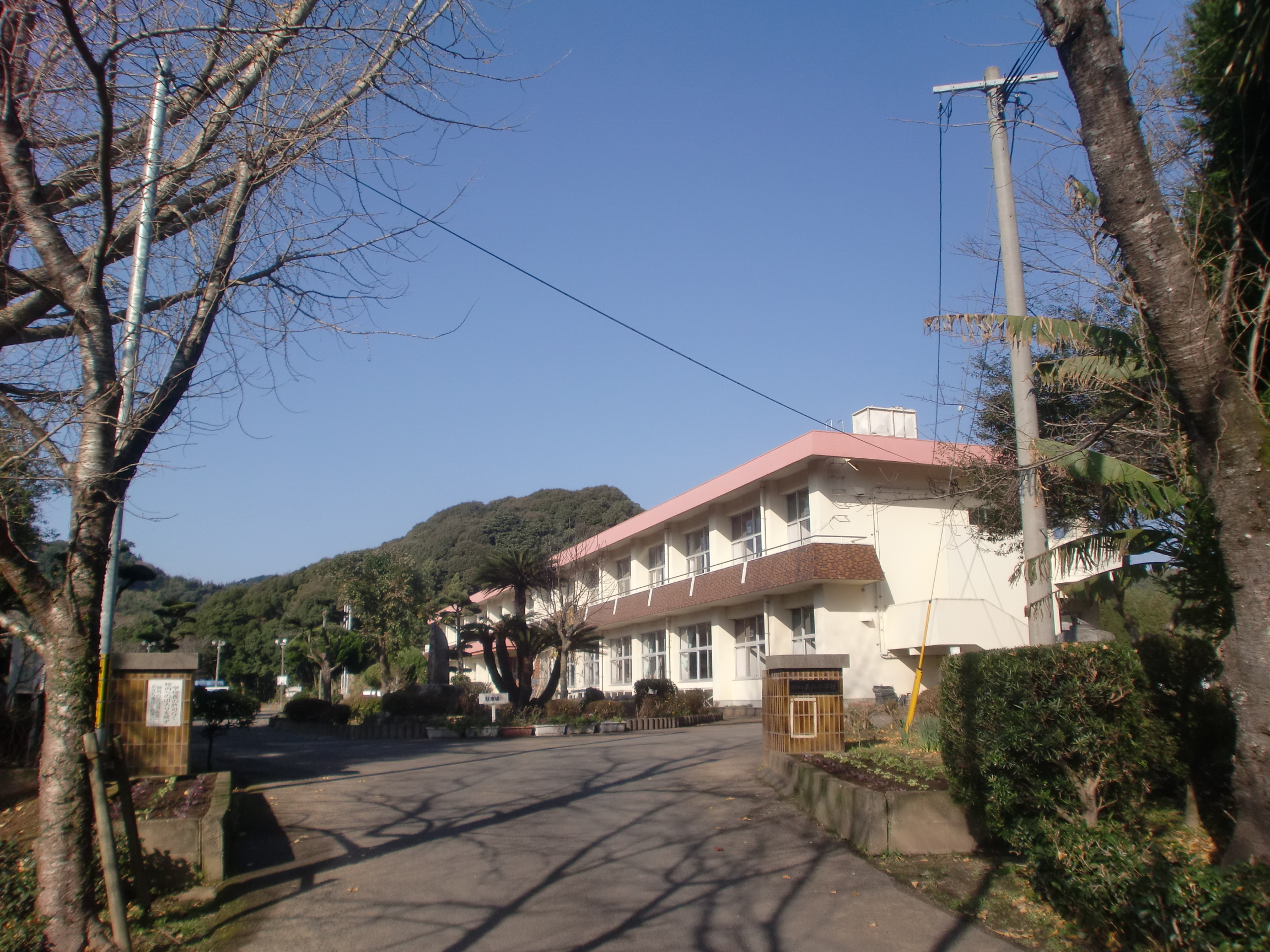
美山小学校
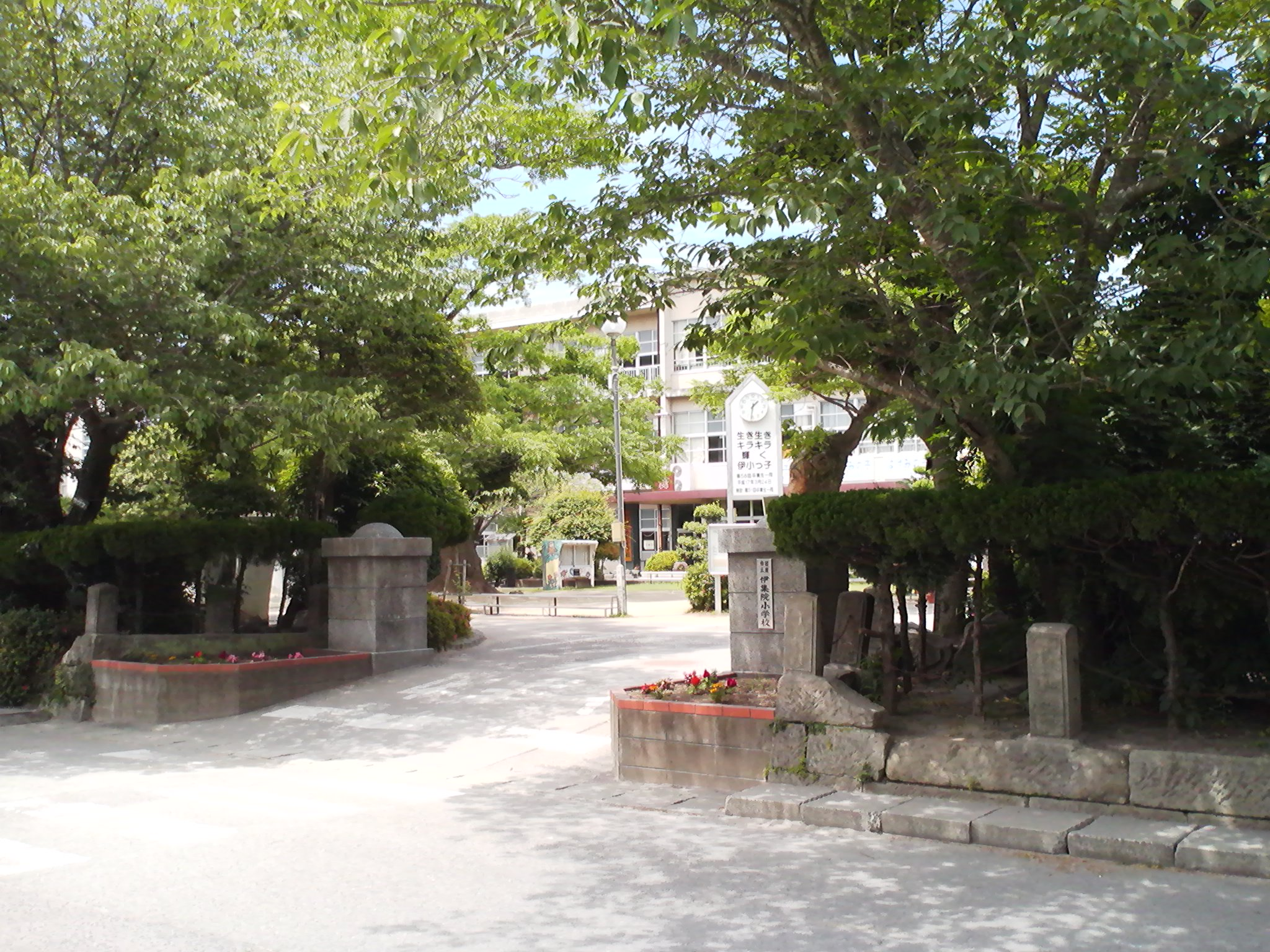
伊集院小学校
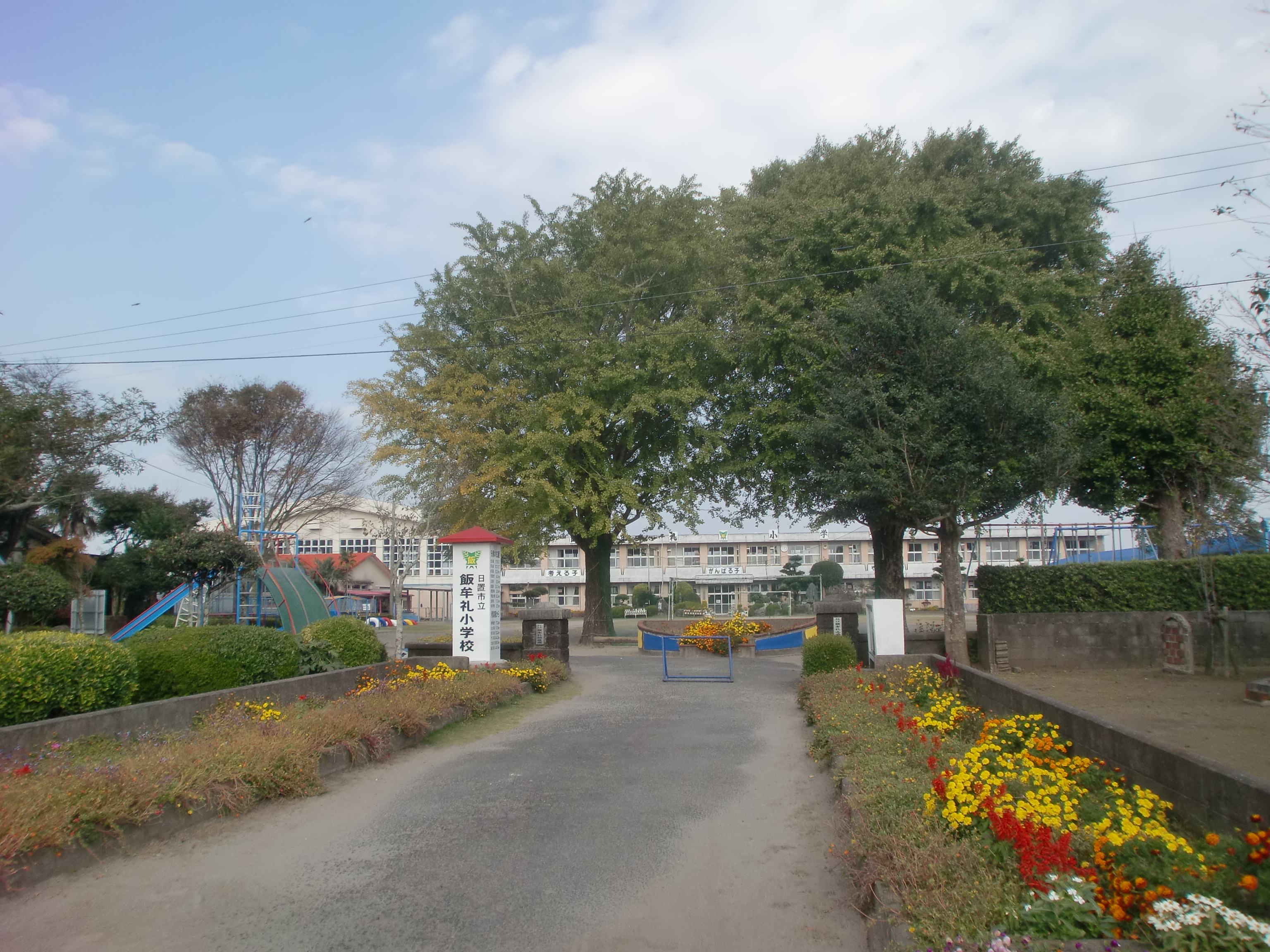
飯牟礼小学校
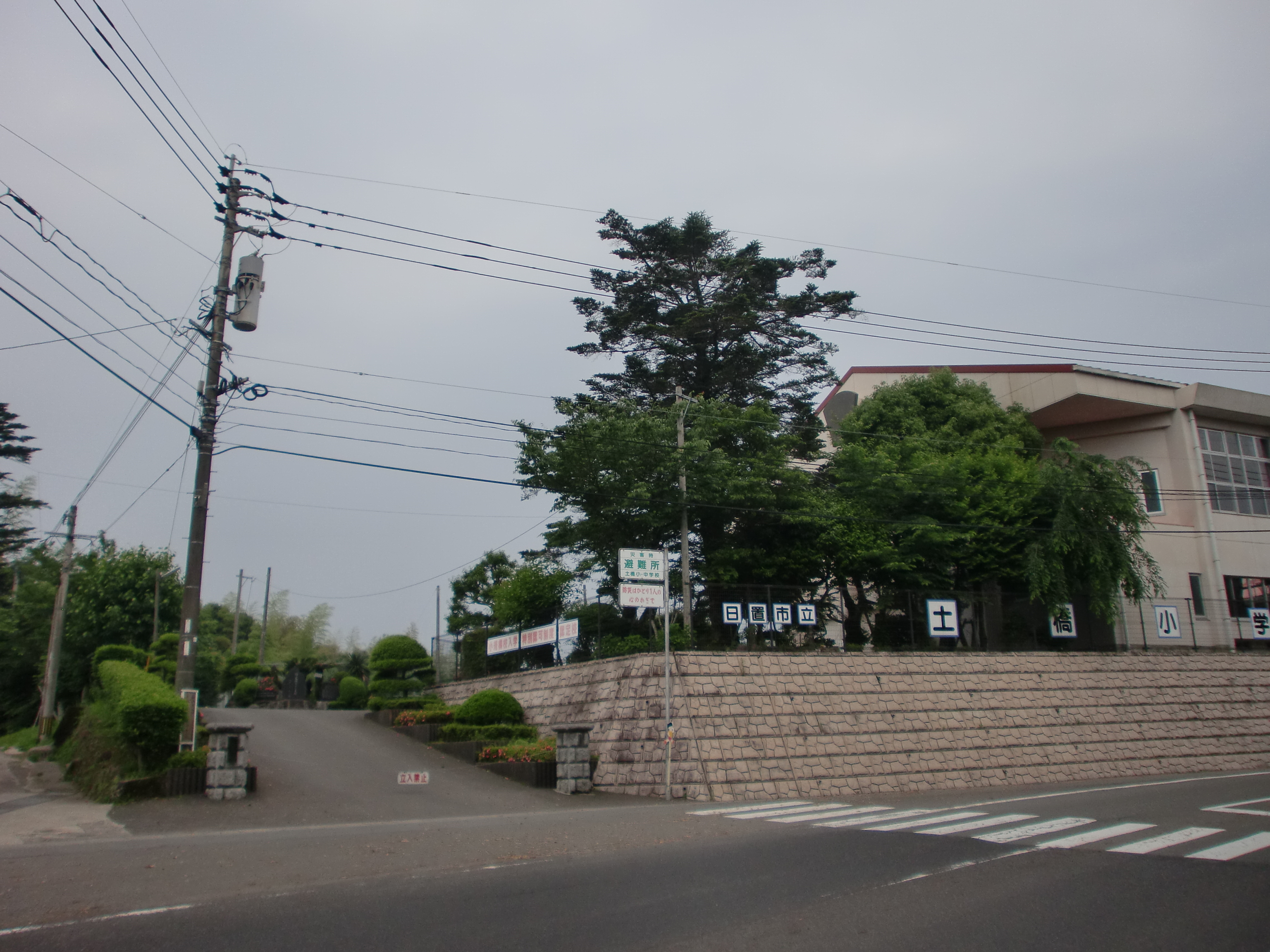
土橋小学校
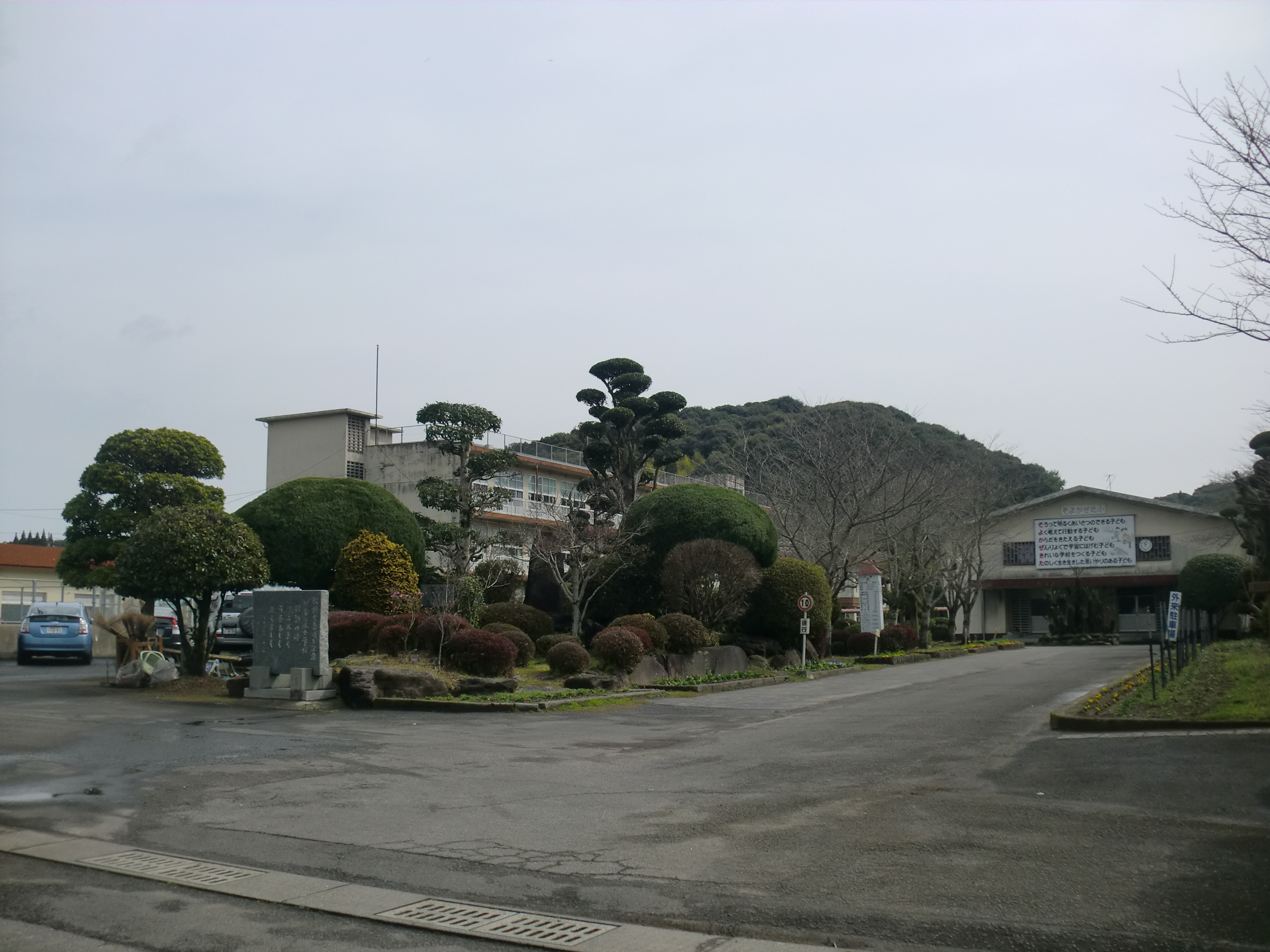
伊集院北小学校
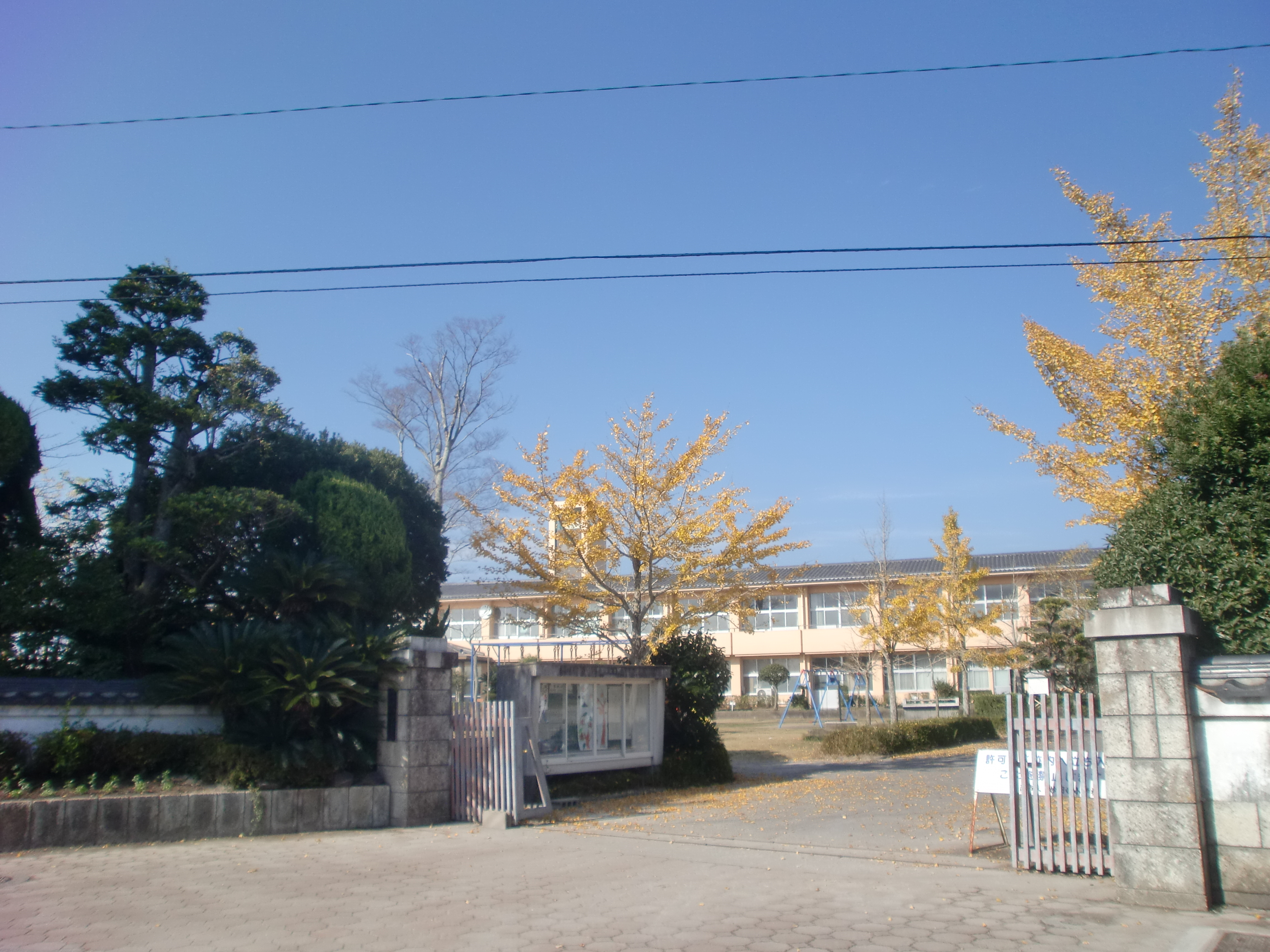
妙円寺小学校
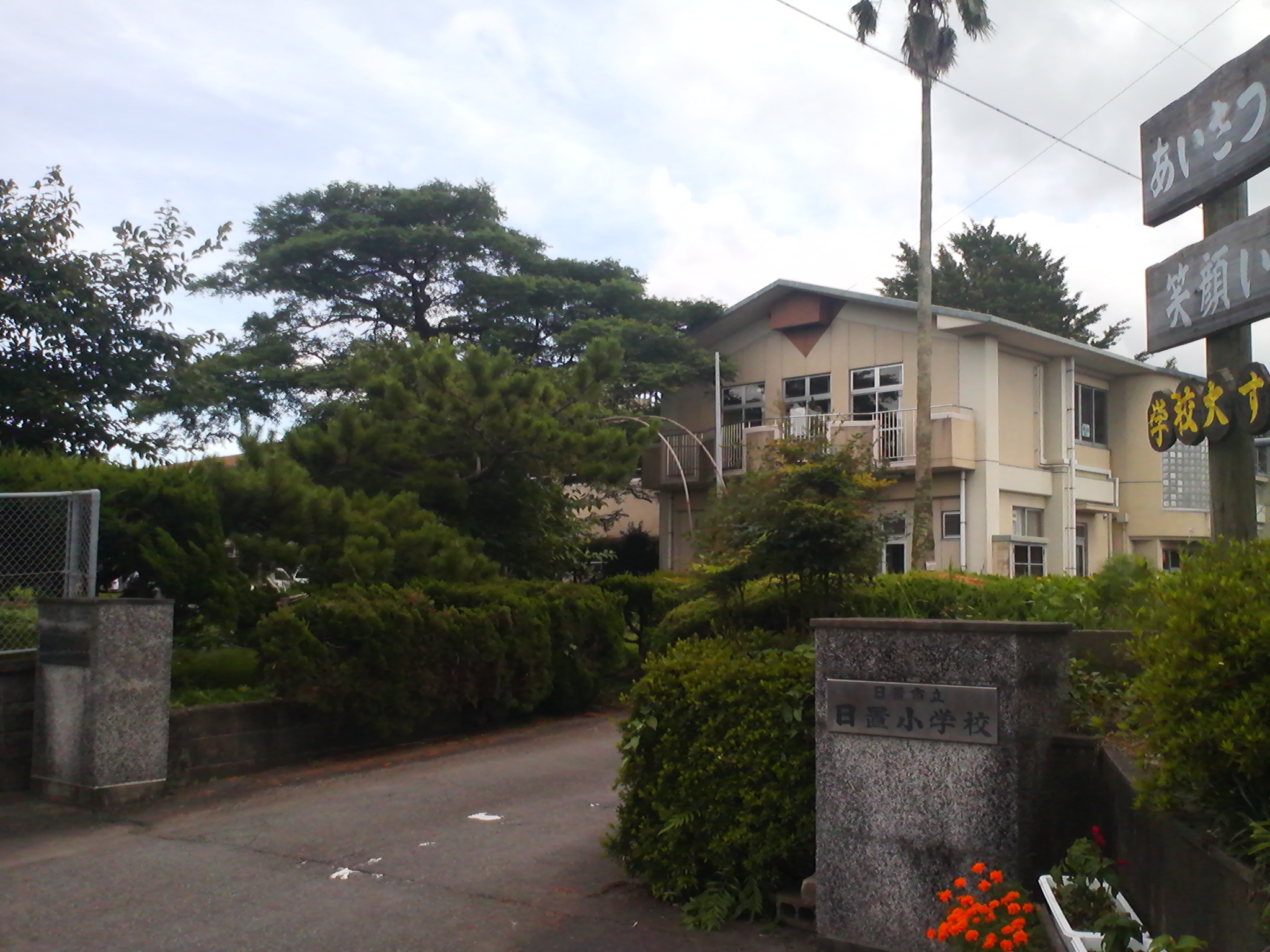
日吉小学校
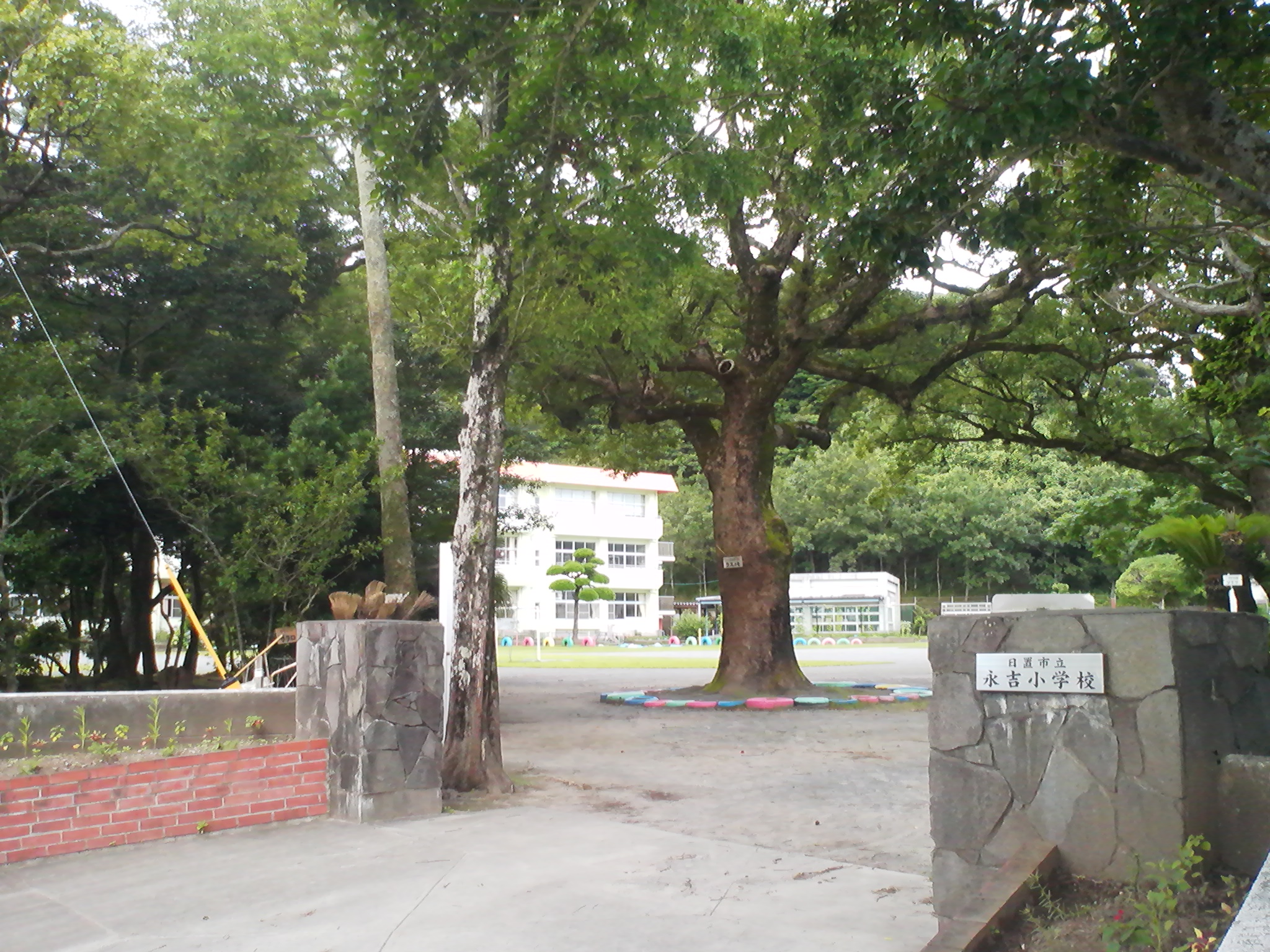
永吉小学校
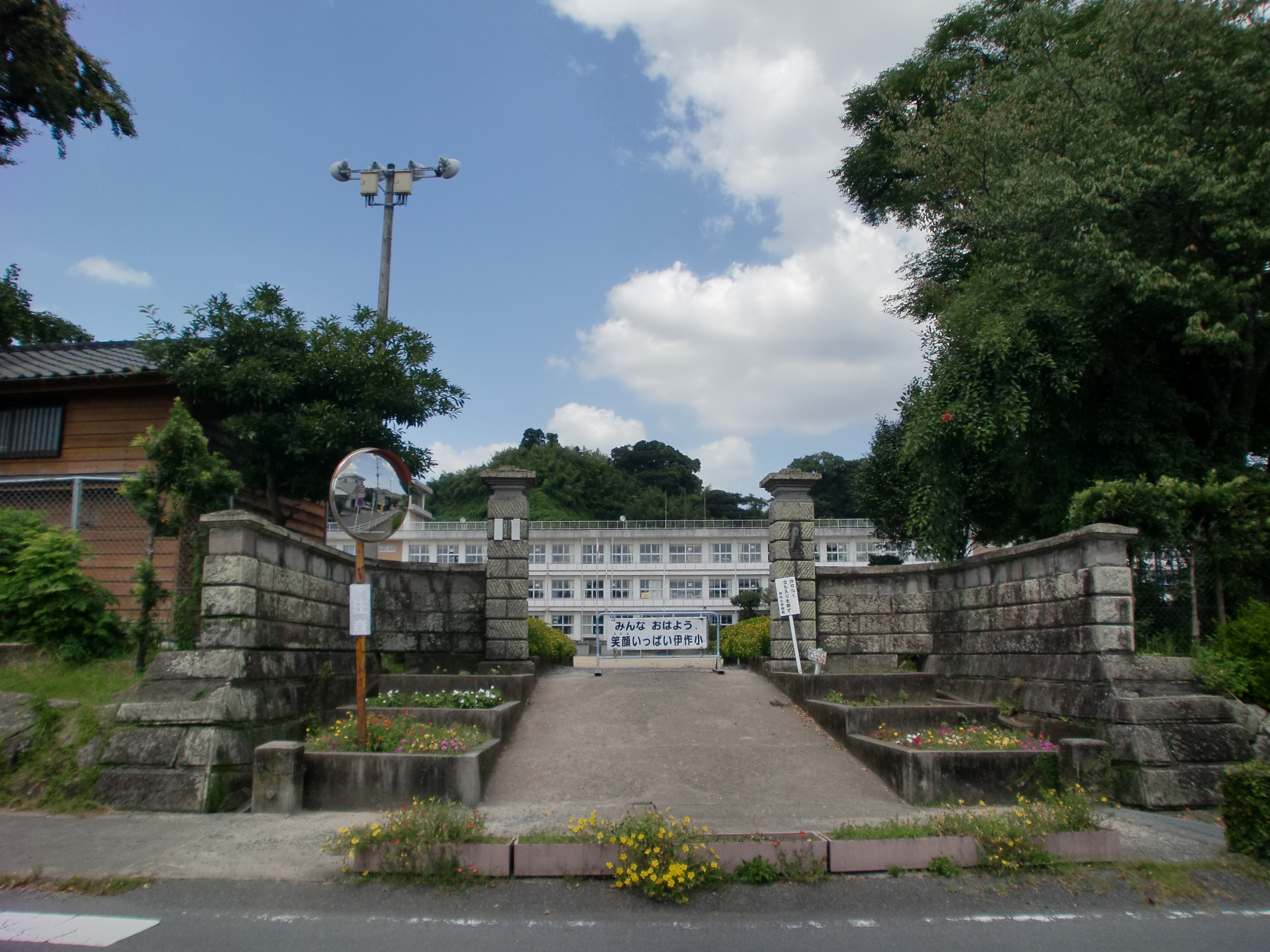
伊作小学校
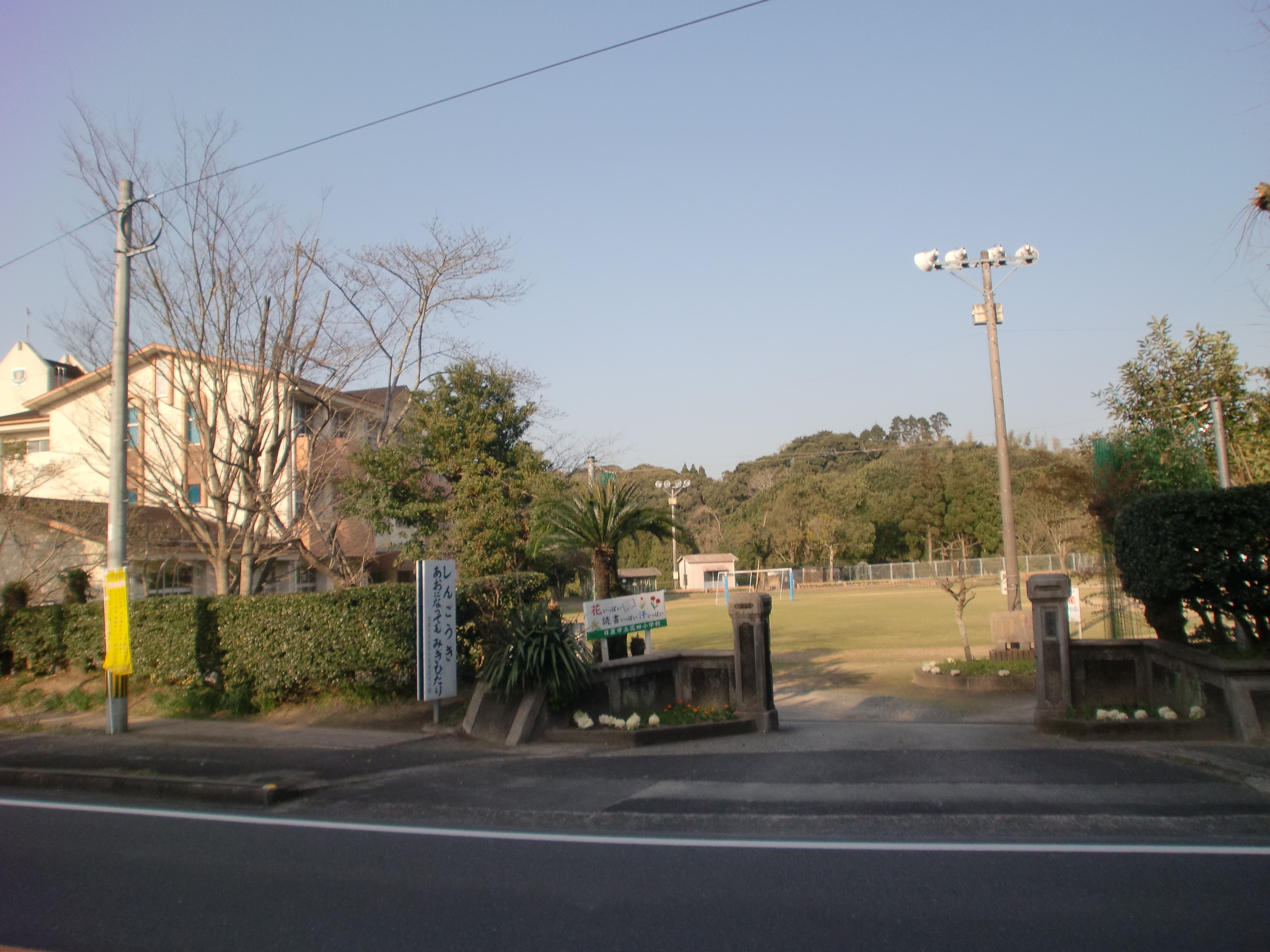
花田小学校
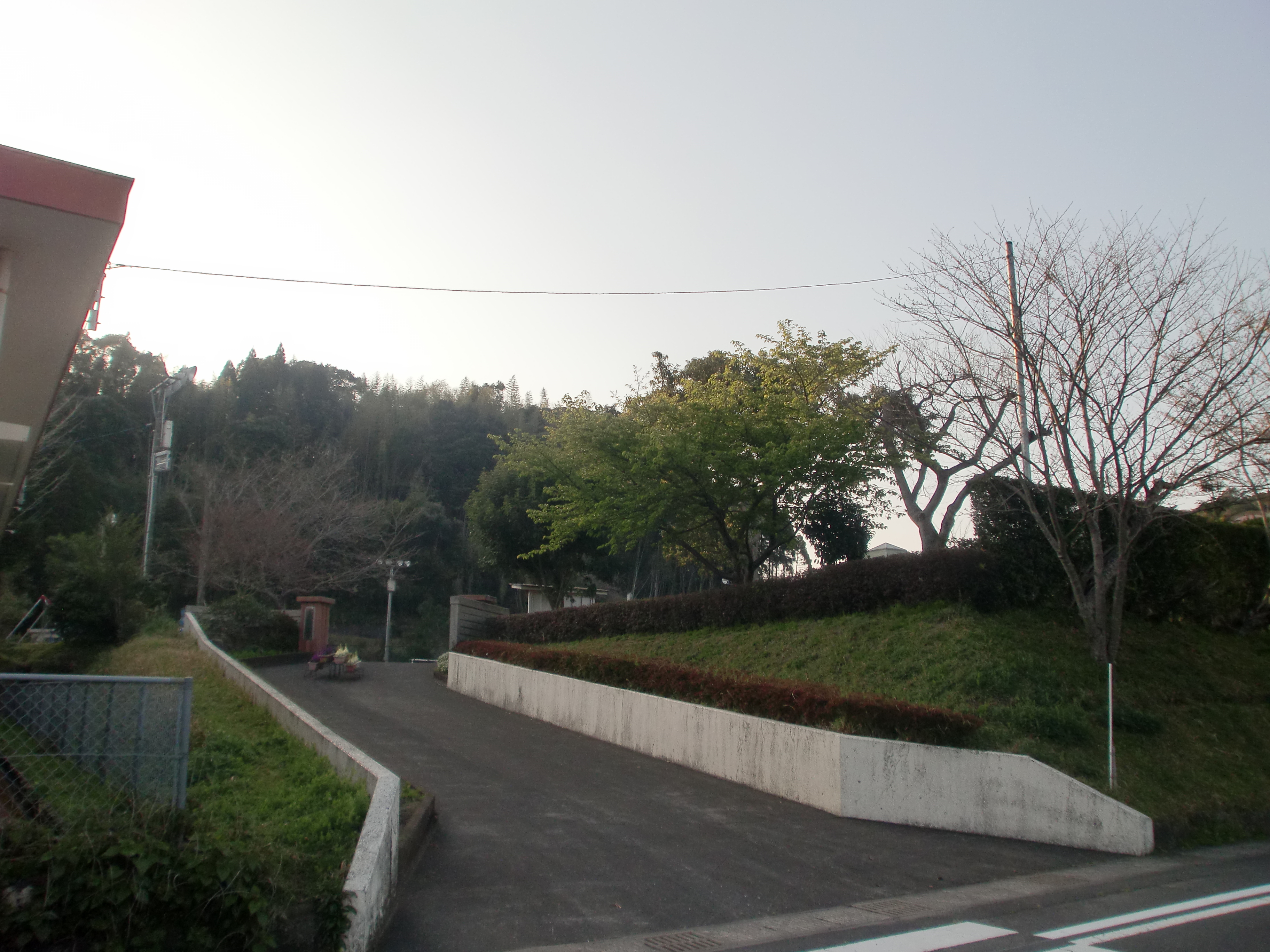
和田小学校

## 交通

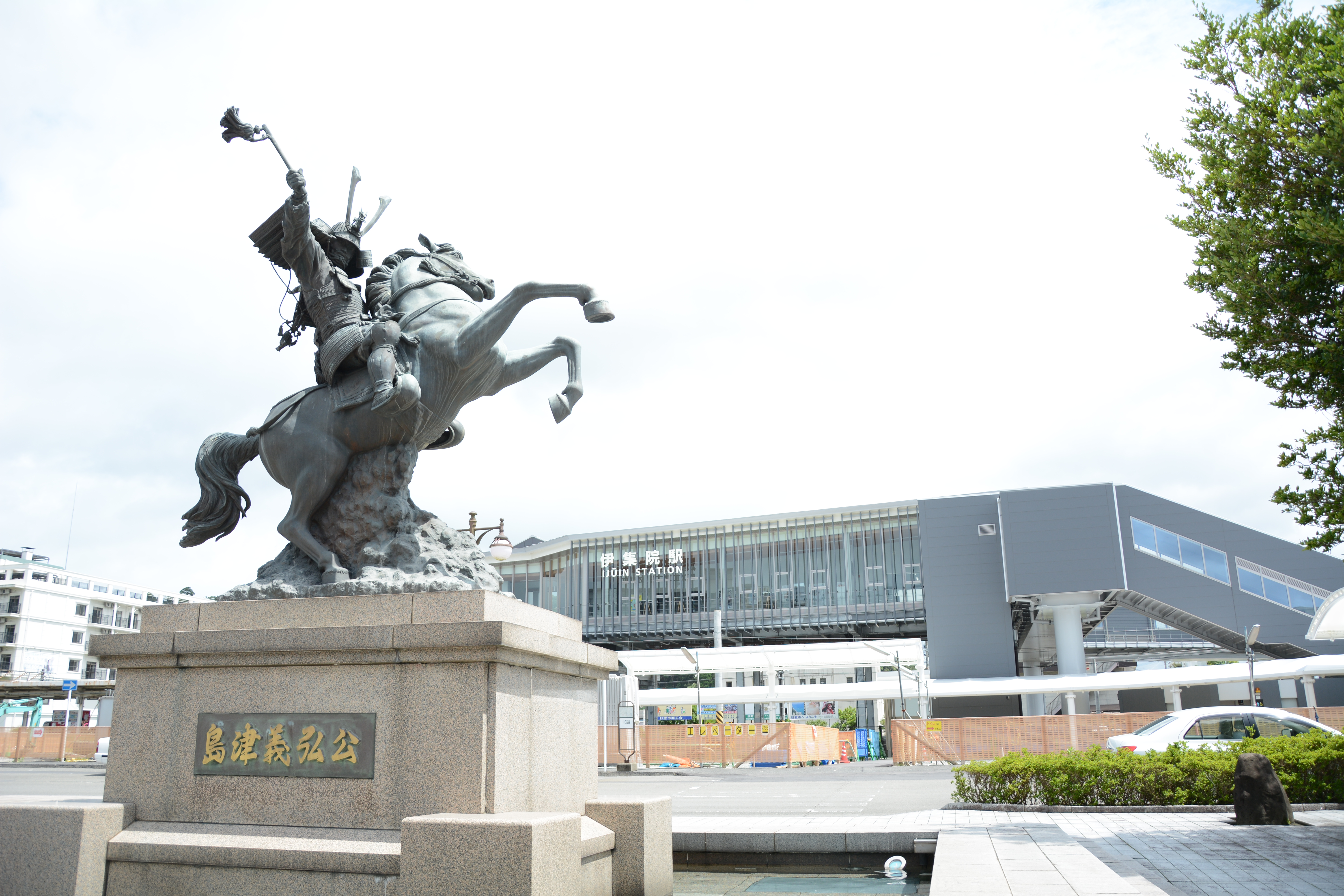
伊集院駅と島津義弘の像。

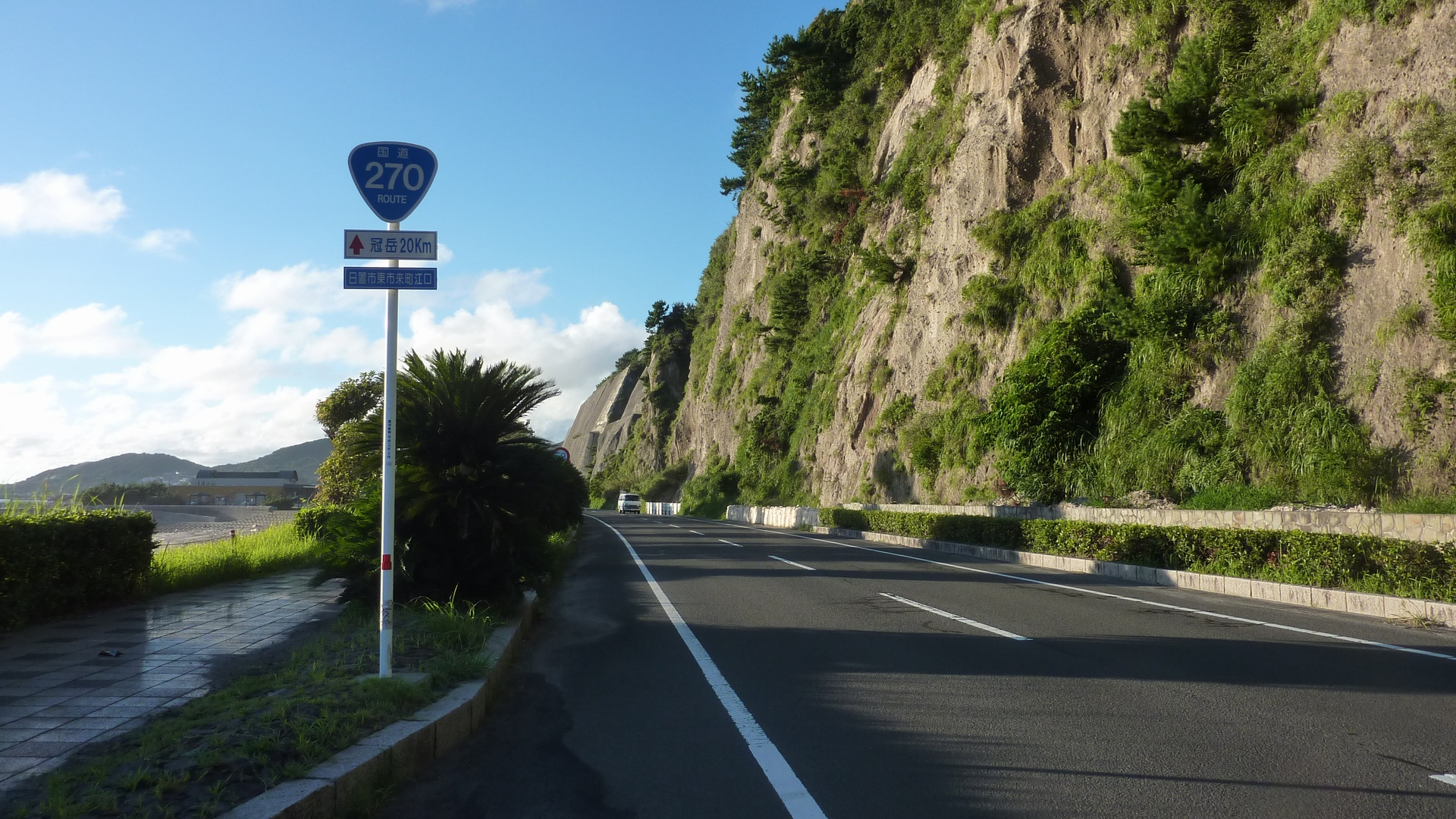
東市来地域の江口浜付近を通る国道270号。

- 最寄り空港は鹿児島空港。

### 鉄道
- 九州旅客鉄道（JR九州）
  - 鹿児島本線
    - - 湯之元駅 - 東市来駅 - 伊集院駅 - 
      - その他、九州新幹線が川内駅 - 鹿児島中央駅間で当市を通過している。

### 道路

#### 高規格幹線道路
- E3A 南九州西回り自動車道（南九州自動車道）
（いちき串木野市） - 美山IC/PA - (TB)美山TB - 伊集院IC - （鹿児島市）

#### 一般国道
- 国道3号
- 国道270号

#### 主要地方道
- 鹿児島県道20号鹿児島加世田線
- 鹿児島県道22号谷山伊作線
- 鹿児島県道24号鹿児島東市来線
- 鹿児島県道35号永吉入佐鹿児島線
- 鹿児島県道37号伊集院日吉線
- 鹿児島県道40号伊集院蒲生溝辺線

#### 一般県道
- 鹿児島県道206号徳重横井鹿児島線
- 鹿児島県道296号田之頭吹上線
- 鹿児島県道301号伊集院停車場線
- 鹿児島県道303号江口長里線
- 鹿児島県道304号仙名伊集院線
- 鹿児島県道305号養母長里線
- 鹿児島県道306号戸崎湯之元停車場線
- 鹿児島県道308号郷戸市来線
- 鹿児島県道309号山田湯之元停車場線
- 鹿児島県道加世田日吉自転車道線

### バス

#### 一般路線バス
- 鹿児島交通 - 市内全域で運行するほか、周辺他市への路線もある。
  - 鹿児島市 - 日置市 - いちき串木野市 - 薩摩川内市
  - なんてつ線：枕崎市 - 南さつま市 - 日置市
  - 鹿児島市 - 日置市 - 南さつま市 - 枕崎市

#### 高速バス
市内の南九州西回り道上の東市来バスストップと伊集院バスストップに鹿児島市 - 串木野市・薩摩川内市間の高速バスが停車する。

## 名所・旧跡・観光スポット・祭事・催事
- 園林寺跡、小松帯刀の墓
- 小松家お仮屋跡
- 清浄寺、小松帯刀菩提寺、小松帯刀像

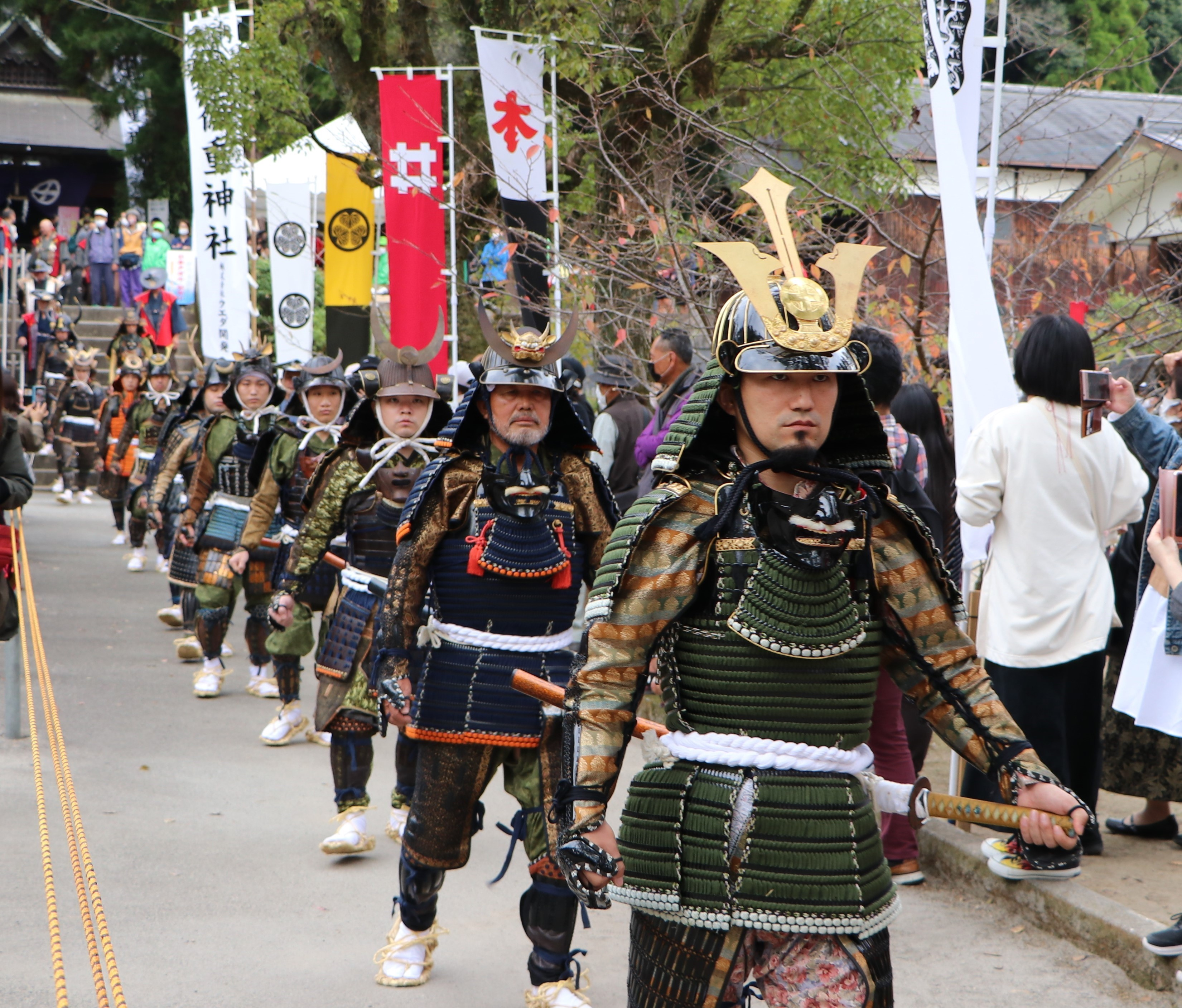
妙円寺詣りの武者行列（2021年10月24日撮影）

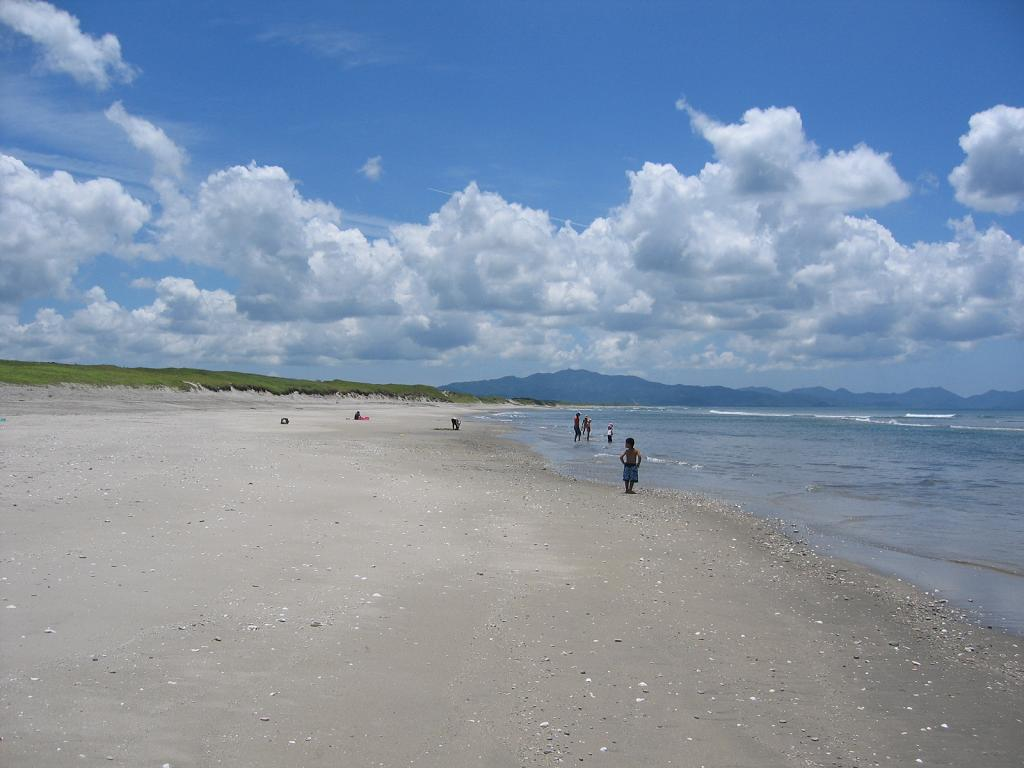
吹上浜

- そうめん流し宮田石、せせらぎの湯　花水木（伊集院町）
- 大汝牟遅神社
- 玉山神社
- 徳重神社
- 中島常楽院
- 吹上温泉
- 吹上浜（日本の渚百選）
- 湯之元温泉

### 特産品
- オリーブ
- 月日貝[6]
- 薩摩焼

- 伊集院饅頭
- イチゴ
- 茶
- 黄蜜柑

### スポーツ
- フラーゴラッド鹿児島（V.LEAGUE所属のバレーボールクラブ）

## 著名な出身者
- 赤崎義則（鹿児島市長、全国市長会長）※ 東市来町出身
- 赤山靭負（薩摩藩物頭。お由羅騒動で切腹）※ 日置郷出身
- 有馬正文（海軍軍人）※ 中伊集院村出身
- 有村優樹（陸上競技選手）
- 石神兼文（法学者、鹿児島大学第6代学長・名誉教授）※ 東市来町出身
- 伊集院大八（元力士）
- 稲森いずみ（俳優）※ 伊集院町出身
- 今給黎教子（海洋冒険家）※ 吹上町出身
- 入船敏（陸上競技選手、指導者）※ 伊集院町出身
- 岩下敬輔（サッカー選手）※ 伊集院町出身
- 鵜狩道夫（元プロ野球選手）※ 伊集院町出身
- 有働由美子（フリーアナウンサー）※ 伊集院町出身
- 鮫島眞男（第4代衆議院法制局長、法学者、近畿大学教授）※ 東市来町出身
- 東郷茂徳（第65・71代外務大臣、第4代大東亜大臣、第21代拓務大臣、貴族院議員）※ 苗代川村出身
- 中島美嘉（歌手、俳優）※ 伊集院町出身[7]
- 中野花菜（ソフトボール選手）
- 長渕剛（歌手、俳優）※ 伊集院町生まれ、鹿児島市育ち
- 永山由高（日置市長）※ 東市来町出身
- 野村直邦（第23代海軍大臣、海軍大将）
- 馬場雄二（元鹿児島放送アナウンサー）※ 東市来町出身
- 原田泉（映画プロデューサー）※ 東市来町出身
- 福留大士（チェンジホールディングス創業者・社長）
- 古垣鉄郎（貴族院勅選議員、第6代日本放送協会会長、元フランス大使）※日吉町出身
- 二石昌人（外交官、元ブルキナファソ大使）※日吉町出身
- 本田勝彦（第4代日本たばこ産業代表取締役社長）※日吉町出身
- 松下三郎（柔道家、全日本柔道連盟副会長、講道館理事、日本オリンピック委員会理事、日本ユニバーシアード委員会委員長）※ 吹上町出身
- 山之口安秀（鹿児島市長）※ 東市来町出身
- 横田慎太郎（元プロ野球選手）※ 東市来町出身